# 法轮功
法輪功，又名法輪大法，是由李洪志于1992年5月在中華人民共和國吉林省首次公開传出的氣功修煉法，以“真、善、忍”为核心教义；後來也有些西方學者與媒體將法輪功歸類為精神運動或新興宗教運動。截至2019年，法轮功传播于陸台两岸以及美、欧、澳等超過140個國家和地区:126。依據中國公安部在1999年以前的估計，1999年以前中國大陸大約有7000萬到一億人修煉法輪功。5月13日原为法輪功創始人李洪志的生日，后被作为法轮大法日供学员庆祝。
中华人民共和国政府取缔并禁止了法轮功，后续又出现了中共涉嫌系統性強摘法輪功學員器官的报导。这使得法轮功转往海外发展，立场趋向反共。法輪功被西方国家认为是中國最主要的人權問題之一，招致了美國總統川普和前國務卿蓬佩奧等西方人士的关注或批评。
根据國際特赦組織的報告，北京政府於1999年7月後對法輪功修炼者，施加包括劳改、思想改造、再教育及法律範疇外的威脅措施（拘留、强制劳动及刑讯等）。美國國會研究報告称，在「宣告法輪功非法時」，中國共產黨進行了多方面的宣傳戰。美國國會众议院和中華民國立法院均曾决议要求中国停止鎮壓法轮功。
目前，法轮功在中国大陆被教科书、学者研究、媒体报导认定为邪教的典型代表。法轮功学员则在美国和其他地方经营着各种组织，包括2006年在纽约成立的神韵艺术团。 他们被认为反对中国共产党、拥护反进化论观点。还有媒体称，法轮功谴责同性恋、不鼓励使用现代医学，不过法轮功方面否认这种指控。法轮功还经营着大纪元传媒集团，该集团以其子公司新唐人电视台和大纪元时报而闻名。后者被广泛认为是政治上极右翼的媒体实体，在美国因宣传阴谋论（如QAnon和反疫苗错误信息）以及为特朗普制作广告而受到极大关注。它还因提拔极右翼政客而在欧洲引起关注，主要是在法国和德国。大纪元时报還发表了社论《九评共产党》，称中共本质上是邪教，引发了退党运动。

## 起源與簡介

### 法輪功與氣功
法輪功以「真、善、忍」作为功法理念，《轉法輪》为其主要书籍；在法輪功的體系中，真、善、忍被認為是造就宇宙萬物的原理和要素，也就是宇宙的特性。法輪功认为，萬物原本符合于真、善、忍，人类社会也应遵守此原则，坚守者会有善报，背离则会受到宇宙特性的制约。法輪功被認為是一種信仰修行實踐，組織非常鬆散，修煉者煉五套功法、學習法輪功著作、試圖在日常生活當中遵守真善忍原則，他們相信這些價值和宇宙的精神相和諧，以帶來更健康的身心和精神啟迪；法輪功還認爲，人做善事會得到白色物質——德，做壞事會得到黑色物質——業力，德和业力可以互相转化。法輪功還認爲，心性的提高是功力提升的必要路径和需求。《转法轮》对于心性的闡释包括德、忍、悟、捨，捨棄各種执著、能吃苦等多方面元素。
法輪功屬於當代氣功的一種，气功涉及緩慢運動、冥想和控制呼吸等运动。20世紀50年代初一些中國幹部開始學習氣功以改善健康，中国現代氣功運動興起。這個新運動的構建，不包含相關宗教習俗，以防止在毛澤東時代被認為是封建迷信而遭到迫害。在1982年10月召开的人体科学筹委会第三次全体会议上，著名科学家钱学森作了题为《这是孕育着新的科学革命吗？》的報告，「我们要有充分的认识，是不是我们正在敲人类更高智慧的大门？而敲门砖就是气功、特异功能。」他認為气功與中醫得到廣泛承認、能登大雅之堂，並引述《北京文艺》刊文《癌症不等于死亡》写的就是气功的效能；「物质和精神、大脑意识」，已是不可避免、應該研究的问题，對於包括气功與中醫的整理與研究，可作为探讨人体特异功能的基础科学。。王大为记载了更多的人聲稱已經發現了“氣”的能量。氣功修習者迴避了它的宗教色彩，而主要是把氣功作为中國醫學的一個分支。在澳大利亚国立大学中国历史教授本杰明·彭尼的《法轮功宗教》中，他认为法轮功可归类為一种基于中国古代传统的精神修炼方法、气功或新宗教。

#### 背景：氣功熱和胡耀邦的「三不政策」
在後毛澤東時代的精神真空，數以千萬計的大部分城市和老年中國公民開始練習氣功。至1980年代中国进入改革开放时期，中國政府的文化政策相對寬鬆，推动了气功的发展，因此气功盛行。中国社会出现了「气功高潮」、「特異功能熱」，气功研究被称为「人体科学研究」。1982年，時任中国共产党中央總書記胡耀邦指示中国共产党中央宣傳部：「對特異功能不宣傳，不爭論，不批評。」（或有稱「不打棍子、不爭論、不報導」）。1985年中国官方成立中國氣功科學研究會（CQRS），負責監督和管理這項運動，並在1989年宣布氣功修煉者已佔中國人口5%。1990年代初，气功继续流行，气功科研会支持对气功中的科学成份进行研究，並赞扬气功根植于中国传统、且稱其已被证明有益于健康。有一段時間，超過2,000种氣功正在授課。
加拿大蒙特利尔大学东亚学术中心教授王大为在研究结果中指出，法轮功或法轮大法是李洪志于1992年在气功高潮的尾声中自中国长春开始传出的一个精神修炼法门，该法门把打坐、舒缓气功动作和伦理哲学相结合。国际人权组织人权观察认为法轮功是一种气功（吐纳）锻炼形式，结合打坐的方式，增强人体内的能量流动从而得到生理、心理及精神上的改善，包含流行的佛家和道家的成分，并给予信仰者救赎之路。彭尼在2012年发表的對法轮功研究专著中表示，要了解法轮功，人们必须真正理解法轮功的信仰、功法动作、创始人李洪志的著作；他认为，李洪志许多思想，是应在数百年来中国自我修炼传统和20世纪八、九十年代的中国文化背景中加以考察。

### 圖形與動作

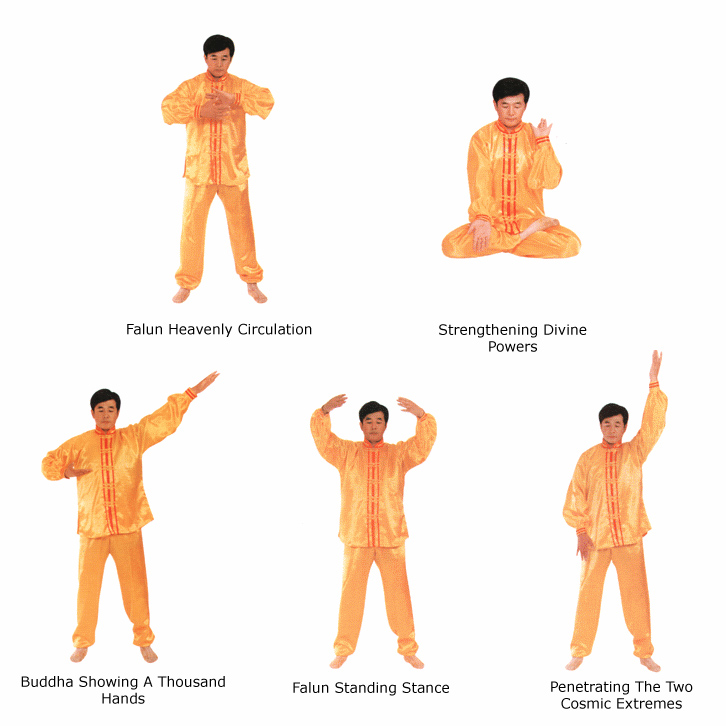
法轮功“五套功法”演示

法轮功的法輪圖形由佛家的「卍」字符和道家的太極组成。但在東方文化中，「卍」字符是吉祥的象徵且具有悠久的歷史。「法轮修炼是以法轮为中心。」「李洪志先生给修炼者的法轮每天24小时旋转不停（真修者读法轮大法原著，或看李洪志先生的讲法录像，或听李洪志先生的讲法录音，或跟随大法学员学炼也能获得法轮），自动帮助修炼者炼功。」法輪大法有五套功法，創始人李洪志所著的《法輪大法大圓滿法》這本書裏，有對法輪大法功法特點的講解、五套功法的動作圖解和動作機理；還包含了四個附錄：1、對法輪大法輔導站的要求；2、法輪大法弟子傳法傳功規定；3、法輪大法輔導員標準；4、法輪大法修煉者須知。

### 書籍
有关法轮功的书籍有很多，一般都是從講法的錄音再轉錄為文本。其中最早的一本爲1993年4月李洪志透過军事谊文出版社出版发行的《中国法轮功》。隨後，1993年12月《中国法轮功(修订本)》出版。1994年12月由国务院广播电视部下属中国广播电视出版社出版发行《转法轮》後，《中国法轮功(修订本)》中文版便停止再版发行，并改名为《法轮功》。法輪功背景網站明慧網稱，截止到2005年5月，法轮功主要著作《转法轮》已被翻译成25种语言并在世界各地出版发行。法轮功修煉者將《转法轮》視為學習法輪功最重要的讀物。

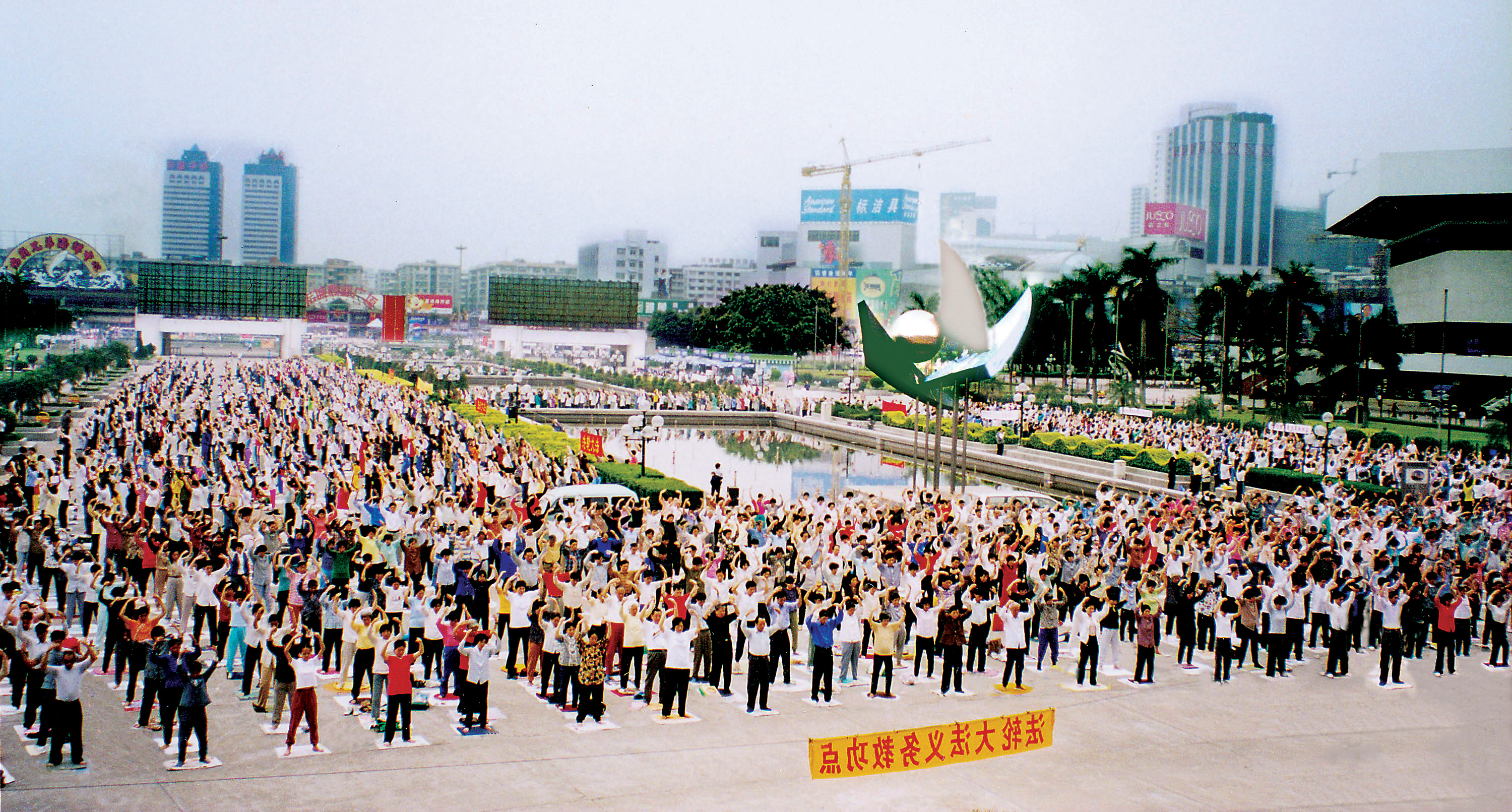
广州晨炼

1995年8月发表的《法轮大法义解》，内容是1994年至1995年间李洪志向长春、北京、广州地区法轮功辅导站负责人的讲法。《转法轮（卷二）》于1995年11月发表。早期发表的《法轮大法 大圆满法》讲解法轮功五套功法。《转法轮法解》于1997年发表，包含1993到1994年李洪志在长春、郑州、济南、延吉和广州的讲法答疑，以及1995年1月〈在北京《转法轮》首发式上讲法〉。李洪志的短文被收集发表，形成了《法輪大法 精進要旨》《法輪大法 精進要旨二》，内容按每篇短文写作的先后次序排列，最早一篇是成文于1995年1月。与此类似的，有《法轮大法 导航》，涵盖了2000年底至2002年7月李洪志在北美的四次讲法。另外还有李洪志在世界各地讲法后形成的书籍，书名往往是哪一年于哪国哪地讲法，以及李洪志所撰写的诗集有《洪吟》、《洪吟二》、《洪吟三》等。

### 學煉人數
美國國會2008年的一份报告指出，在1990年代有数千万人修炼法轮功。《紐約時報》1999年4月報導，北京政府估計中國在1999年有七千萬人修煉。上海有线电视台SCATV1998年曾报导称全球约一亿人在学法轮大法。中華民國國會、蘋果日報稱有上億人。
法輪功雖然包括一些宗教特點，但其組織非常鬆散，沒有專職神職人員、正式成員身份，不接受捐贈，也沒有專門的敬拜場所。中国政府鎮壓前，法輪功在中國是佛教以外的第二大信仰群體，在中華人民共和國的軍隊、國內安全部隊、官方媒體、中國共產黨紀律檢查委員會內部較受歡迎。:88

### 国际庇护
2024年6月25日，美國眾議院以呼聲表決，一致通過《法輪功保護法案》，要求「中共立即停止迫害法輪功」，要求美國政府制止中共活摘法輪功學員等良心犯器官的罪行，並要求美國對在中國參加或協助活摘器官的人員進行財產凍結、禁止入境美國、經濟及刑期處罰等。
路透社報導，無神論的中共政府不允許其他意識形態，所有宗教活動必須經過它的批准。因修炼法輪功的人眾多，中共中央總書記江澤民在1999年7月帶頭發起一場鎮壓法輪功的運動。《卫报》指出，當局定为非法组织并镇压，并把攻擊內容透過教科书、官方媒體及政治宣传，引起時任美國總統克林頓、英國總理布萊爾对中國的信仰自由及人權的關注。
法輪功被认为是中國最主要的人權問題之一。根据國際特赦組織的報告，北京政府於1999年7月後對法輪功修炼者，施加包括劳改、洗腦思想改造、再教育及法律範疇外的威脅措施（拘留、强制劳动及刑求等）。2019年時任美國前總統川普在白宮接見法輪功學員時聽取說明包括遭活摘器官的情況94]，國務卿蓬佩奧2020年聲明呼籲立刻停止21年「太久的迫害」、「邪惡踐踏和虐待」；蓬佩奧、拜登政府國務卿布林肯都曾宣布制裁迫害法輪功的中共官員。

## 早期歷史

### 1992年—1996年

#### 傳法培訓與講座
1992年5月，出生于中国东北长春市的李洪志创建了法轮功，在中國吉林省长春市胜利公园开始教授人们修炼法轮功，12月，李洪志率弟子参加92年东方健康博览会。第二年被中国气功科研会接收法轮功研究会成为其直属分会，「人權觀察」報告指出法轮功可能是气功科研会所有分会中最成功的一个。
法轮功在中国的传授最初以培训讲座的形式出现，在各地的培训班由官方中国气功协会的各地分支机构协办。1993年12月，李洪志再次率弟子参加东方健康博览会，获博览会最高奖「边缘科学进步奖」和大会「特别金奖」及「受群众欢迎气功师」称号。李洪志和法轮功很快就成了“气功运动中的明星”；法轮功被政府认证为一种有效的减少医疗支出，推广中国传统文化的功法；并起到了“推广中国人见义勇为的美德，维持社会秩序和安定”的作用；这使法轮功迅速在中国发展和推广起来。到1994年底，應各地官方氣功科研會邀請，中国气功协会、中国气功科研会和法轮功创始人李洪志共同举办了56期法轮功培训班，李洪志宣布结束在中国大陆的传法，开始向海外传法。
1995年，李洪志決定安排到美國定居，希望避免因為中國官媒反對氣功所導致的政治問題，3月應中國駐法國大使館邀請第一次赴法國首次海外傳授功法。

#### 著作出版
1995年1月4日，法轮功主要著作《转法轮》开始在中国广播电视出版社发行并成畅销书。1995年3月13日李洪志应邀在中国驻法国使馆文化处举行了一场讲法报告会，至3月19日，第一个期七天的海外法轮功传法培训班在法国巴黎举办。自1995年4月起，一系列海外法轮功培训讲座瑞典哥德堡、斯德哥尔摩和乌德瓦拉举办。之后，李洪志结束在中国国内和海外开办传法培训班。与当时的一般气功相比，法轮功修炼者和其他功法修习者一样，经常在公园、广场、风景区等公共场所播放音乐晨煉，并集体或单独煉功在炼功点一般悬挂“法轮大法”横幅；法轮功除功法动作之外，还要求修炼者必须在行为上要求自己做到「真、善、忍」，强调个人心性和思想道德上的修炼，让自己成为一个更好的人。美國國會CECC2008年度报告认为在九十年代中国有数千万人修炼法轮功。在此期间，法轮功曾获得中国政府机构颁发的多项奖励和荣誉。

#### 江澤民政府對氣功政策轉變
在1990年代中期，江澤民政府試圖箝制氣功的影響力，對國內的各種氣功團體制定更加嚴格的規定。對法輪功的鎮壓早在1995年便開始；1996年，法輪功受到政府國安機構越來越多的批評與監控。

#### 申請退出中國氣功協會
中国政府長期將獨立公民社會組織和其它形式的草根集體活動进行控制。1995年开始寻求强化法轮功的组织构架及与政府的关系。中国政府的国家体委、公共健康部和气功科研会，访问李洪志，要求联合成立法轮功协会，但李洪志表示拒绝。同年，气功科研会通过一项新规定，命令所有气功分会必须建立中共党支部，但李洪志再次表示拒绝。
李洪志与中国气功科研会的关系在1996年持续恶化。1996年3月，法轮功因拒不接受中国气功协会新负责人在「气功团体內部收取会员费创收（謀取利潤）」和「成立中国共产党党支部组织」的要求，主动申请退出中国气功协会和中国气功科研会，以独立非政府形式运作。自此，李洪志及其法轮功脱离了中国气功协会中的人脉和利益交换，同时失去了功派在中国政府体制系统的保护。李洪志選擇與氣功協會脫離關係，希望法輪功保持個人煉功的形式，不要形成正式會員制，不要涉及收費。法輪功繼續通過鬆散的煉功網路、和自願協調者，在中國各地傳播。
法轮功申请退出中国气功协会，是与中国政府对气功的态度产生变化相对应的；当时随气功激进反对者在政府部门中的影响力增加，中国政府开始控制和影响各气功组织。90年代中期，中国政府主管的媒体开始发表文章批评气功。法轮功起初并没有受批评，但在1996年3月退出中国气功协会后，失去了政府体制的保护。

### 1996年—1999年

#### 傳播至海外與西方
1996至1999年，李洪志在美国、加拿大、澳洲、新西兰、瑞士、德国和新加坡讲法。法轮功学会开始在欧洲、澳洲成立，主要在大学校园开展活动。1996年第一次訪美，德州休斯顿市政府表彰李洪志「为人类福利无私的公共服务」，授予荣誉公民和亲善大使。1999年5月加拿大安大略省省长和多伦多市市长致辞欢迎李洪志到多伦多讲法，美国伊利诺州芝加哥市长和加州聖荷西市长也表彰李洪志。
李洪志于1998年获得美国永久居民身份，定居于美国。

#### 1996年光明日報事件
法轮功主要书籍《转法轮》1996年1月名列北京市暢銷書排行榜，同年6月17日，《光明日报》发评论描绘成封建迷信。罗干令中宣部副部长召集各大媒体开会，命令光明日报等媒體发文批评法轮功。而在此事件前，法轮功成功获得了在科学和中国传统之间生存的空间，避免被中国政府定作迷信。自此时评后，當時全中国至少二十家报社跟进发评论反对，是中国媒体反气功运动一部分。不過，法轮功并非是媒体唯一的反对目标，也不是唯一參與「抗议媒体反气功」的团体。7月24日，中宣部宣布禁止所有法轮功书籍的出版（尽管此禁令並未一直严格执行）。此时，中国政府管辖的中国佛教协会，也开始反对法轮功，要求佛教居士不要修炼法轮功。
1996年这一系列事件，构成对法轮功的严重挑战，法轮功学员開始回應。数千法轮功學員向光明日报及中国气功科研会写信，指相關机构行为违背了前总书记胡耀邦1982年规定『不争论、不宣传、不批评』人体科学和气功研究的「三不」政策法轮功追隨者有时在媒体和当地政府前和平請願，要求撤回被认为是不公正的报导；许多次法轮功学员对「中国共产党控媒体负面描绘」的抗议是成功的，曾使媒体撤回了几份反对报导。

#### 政府內部調查
1997年中共中央政法委书记罗干下令公安部发起对法轮功的内部调查，以决定法轮功是否应被定作邪教，调查结论是「目前为止没有证据」。1998年罗干再令向全国公安系统发布555文件内部通知，再次命令收集证据試圖指稱属于邪教。据报导，学员被电话窃听、窃取财物和抄家，炼功点被安全局人员破坏。丹尼·謝克特認為，有共产党高層領導想打壓，但法輪功獲得人民廣泛支持，而且顯然有更高層的保護。当时刚退休的中国前全国人大常委会委员长喬石发起并亲自率团对法轮功进行独立调查，经过数月调查，他的调查团队的结论是「法轮功于国于民，有百利而无一害」。1998年5月，国家体委发起对法轮功的调查，基于在广东对超过12,000名法轮功学员的面谈，国家体委声明说，他们确信「修炼法轮功的效果是卓越的，法轮功对中国社会的稳定和道德作出了非凡的贡献」。
到1999年，中国国家體委估计中国有6000万至7000万法轮功学员。1999年初，中国体育总局局长伍绍祖在接受美国新闻与世界报导采访时，援引了参加在全国范围调查法轮功的一位官员的话：「法轮功和其他气功，每人每年可节省医药开支1000元；如一亿人在修炼法轮功和其他气功，每年则可节省1000亿元」；伍绍祖局长还提到：「朱镕基总理对此非常高兴，政府可立即使用这笔钱」。

#### 1998年北京電視台事件
1998年天津教授何祚庥（据称为罗干的亲戚）在北京电视台節目访谈中批评气功团体，并特别提到了法轮功。法轮功学员以和平抗议作为回应，游说电视台撤回了节目；电视台开除了相关记者，并在数天后播出了重新制作節目介绍法轮功。:9

#### 鎮壓前中國大陸媒體報導
1990年代初中期，法輪功及李洪志獲得很多獎項，中國官方媒體正面報道，中國政府也支持；這段時期官方媒體所報道的都是法輪功如何使人身心受益，展示法輪功學員接受「健康公民獎」的內容。中國各階層，包括醫生、農民、工人、軍人、中国共产党黨員都修煉，不乏清華大學教授、官媒新華社及央視員工。以下中國報紙截圖，取自法輪功背景網站明慧網：
- 1993年9月21日，中国公安部主办的《人民公安报》针对该年8月30日李洪志率弟子为全国第三届见义勇为先进分子表彰大会代表免费提供康復治疗，進行了报导。[103]
- 1997年12月4日，《医药健康报》发表文章《祛病健身首选法轮功》，内容介绍法轮功学员学炼功后身体得到了健康，身心灵得到了正面的改善。[104]
- 1998年7月10日，中國國務院旗下《中国经济时报》發表文章《百姓广场－我站起来了！》，内容描述一位河北法轮功学员在修炼法轮功后，瘫痪了16年的身体恢復了健康，原本不良于行的脚能够站立行走。[105]
- 1998年11月10日，《羊城晚報》發表文章《老少皆炼法轮功》，介绍当月8日广东省体委武术协会有关领导到广州烈士陵园等处，观看了5,000法轮功爱好者的大型晨练活动。炼功者来自各行各业，年龄最大的93岁，最小的仅两岁。[106]
- 1998年8月28日，中國共青團機關報《中国青年报》刊登文章《生命的节日 －－98年中国沈阳亚洲体育节中华传统养生健身活动周开幕式巡礼》，对法轮功专题报导：......「观众席上，1500人组成的法轮功观众队型令人讚叹，队员们头顶烈日，端坐6个小时，自始自终整齐威仪。走进法轮功的阵容，学员们热切地向我介绍炼功的收穫，44岁的刘菊仙，因患骨股头坏死而卧床不起。痛不欲生。1996年夏由姐姐介绍学炼法轮功后。坚持炼功，至今跑跳自如，入场式上步轻盈」。[107]
- 1998年12月31日，《深星时报》發表了《热点专题－－法轮功》，內文首段簡述了法輪功的受歡迎程度，「十二月廿六日上午，深圳体育馆前面的广场上，两千多名来自各行各业的法轮功爱好者排着整齐的方阵，集体汇炼法轮功，他们中年龄最大的八十多岁、最小的四岁半，当中有企业家、大学教授、警察、大、中、小学生， 都是抱着一个共同的目的而来：健身祛病、提高心性。近年来，在热心人士的推广下，越来越多的人加入了练功的行列，从大鹏湾畔到松岗镇，都有法轮功的练功点，法轮功热潮涌动，已逐渐成为都市人休閒健身的一种时尚。」[108]

#### 1999年「四二五」上訪
1999年4月，中國科學院院士何祚庥在《天津科技》杂志發表文章了《我不赞成青少年炼气功》，稱法輪功「僞科學」，對青少年健康有害。該文章據信得到羅干背書，並被認爲是引誘法輪功學員的計策。法轮功学员到杂志社訴求撤回该文章，遭遇300名防暴警察阻挠，学员受到殴打、45人被抓。其他天津法轮功学员被告知，如果希望继续上访，他们应向公安部寻求解决，去北京上访。
隔天四月二十五日早晨，超过一萬名法輪功学员聚集在位於北京府右街、西安门大街（緊鄰中南海）的国家信访局上訪。有公安人員將他們帶到了府右街的中南海前边人行道上。上访人員表現得安静、有礼，在行道上安静坐着或看书，沒有標語和口號，要求政府給予合法煉功的權利，結束公安騷擾，并释放天津被捕的学员。時任總理朱鎔基會見法輪功代表，妥善處理天津公安局涉嫌非法抓捕一案，並釋放被捕的逾40名學員；双方达成协议，政府允諾支持群众健身运动，没把法轮功视作反政府组织。之后，法轮功学员散去。
罗干通知了江泽民这一事件，据报导，这次上访是自1989年六四天安门事件十年来，最大规模的示威，江泽民要求对法轮功开展铁腕镇压，並指責朱镕基的處理太軟弱。

## 鎮壓
公安人員自1999年6月6日即開始訊問上百名參加北京425上访的法轮功学员。6月10日，江泽民下令成立610办公室，称「统一研究解决“法轮功”问题的具体步骤、方法和措施」；在鎮壓前就派出逾3000名安全局特务在国内外调查法轮功。
7月20日凌晨，公安在全国各地绑架和拘留了「被公安认定是负责人」的法轮功学员。7月22日，北京正式发布《中华人民共和国民政部关于取缔法轮大法研究会的决定》开始全面镇压；公安部22日发布〈六禁止〉通告：(1)禁止民众悬挂、张帖法轮功横幅、图象、标徽记和其它标识；(2)禁止散发法轮功相关材料；(3)禁止弘法等法轮功活动；(4)禁止静坐、上访等方式维护和宣扬法轮功的集会、游行、示威；(5)禁止以谣言或其它方式煽动扰乱社会秩序；(6)禁止组织、串联、指挥对抗政府决定的抗议。
公安在幾天内收缴、毁掉1.5万册法轮功书籍、录像带和光盘，关闭了中国大陆所有法轮功相关网站。镇压开始的最初一周内，至少有5000名法轮功学员被捕和抄家，另有1200名政府官员被拘留、被要求学习共产党文件并宣布脱离法轮功。7月27日美国国务院发表声明，呼吁中国政府在对待法轮功應採取克制态度。2020年7月20日，美國國務卿蓬佩奧在法輪功遭鎮壓21週年日發表聲明，譴責中國共產黨對和平的法輪功修煉者的「邪惡踐踏和虐待」，呼籲當局立刻停止持續已久的鎮壓、釋放因為信仰而被監禁的人，並交代失踪修煉者的下落。「對法輪功修煉者的迫害已有21年，這實在太久了，必須停止。」
對於鎮壓的原因，有西方学者提出，江泽民个人對於法輪功和李洪志廣受歡迎感到妒忌和愤怒，以及江泽民决心要以马克思主义与法輪功作意識形態斗争的需要，是隨後發生的鎮壓運動的原因所在。《江澤民文選》則提到江澤民把法輪功視作威脅，江澤民給其他政府高層的書信稱「法輪功不知、鬼不觉，突然在党和国家权力中心的大门（指新華門）周围聚集了一万多人，围了整整一天，其组织纪律之严密，信息传递之迅速，实属罕见」。雖然江澤民主張法輪功必須被消滅，然而并非所有政治局常委以及高層都有此共识，但政治局也并未有力地抵制江的鎮壓决定。
美國國會研究報告称，在「宣告法輪功非法時」，中國政府進行了多方面的宣傳戰。美國國會众议院2010年要求停止鎮壓的605號決議文指「中方當局在過去十年，在世界範圍內以大量資源長期污衊法輪功」。中華民國立法院2004年決議称，法輪功在數十國上億人修煉「促使社會道德提升，並使廣大的修煉民眾身心健康」，並指中国共产党「發動全國宣傳機器，全面抹黑、污衊」，...「意圖挑起一般人民對法輪功的仇恨」。BBC及一些觀察家认为，政府高層對法輪功的態度存在分歧。在當局發動鎮壓前一年，刚退休的全国人大常委会原委员长乔石发起并亲自率团獨立調查法轮功数月，作出「法轮功于国于民，有百利而无一害」的結論報告提交中央政治局。中国国家体委則声明说，他们确信，「修炼法轮功的效果是卓越的，法轮功对中国社会的稳定和道德作出了非凡的贡献」。
法輪功創始人李洪志于2001年獲歐洲議會提名薩哈羅夫獎（自由思想），提名理由說「李洪志的人格遭到（中共當局）國營媒體的惡毒攻擊，並有暗殺人員們被派出以尋找他……截至2001年4月，李洪志先生和法輪功已收到340多獎項，和來自澳大利亞、加拿大、中國（鎮壓以前）、日本、俄羅斯和美國的公開宣言，認可其對世界人民身心健康及信仰自由的非凡貢獻」。据CNN于2001年的报道，中国被禁法轮功精神运动创始人李洪志被提名为诺贝尔和平奖候选人。不过，报道并未透露具体的提名人身份。

### 610辦公室

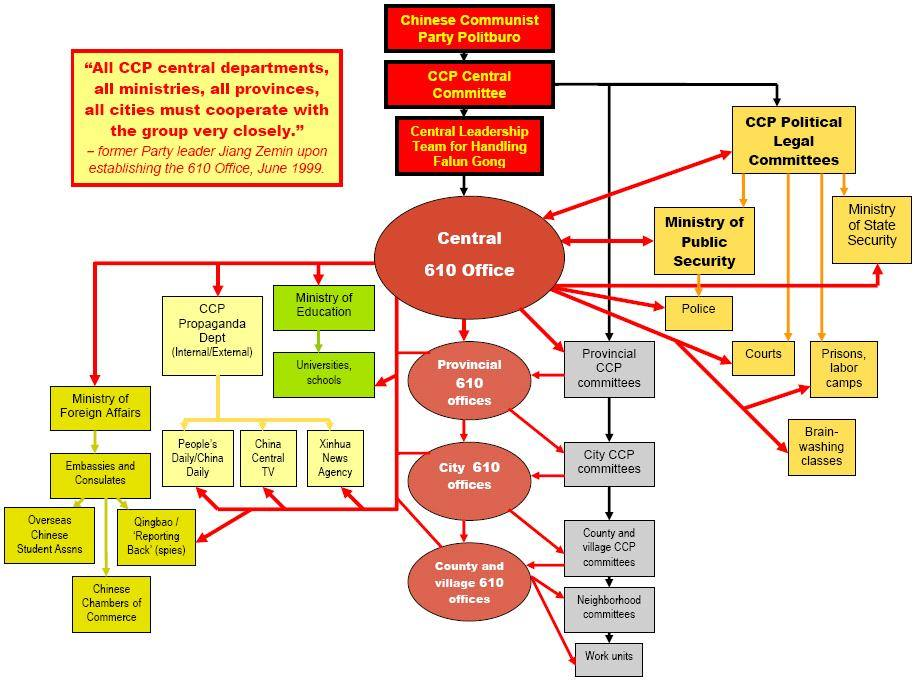
610办公室组织结构

1999年6月10日，“中央处理法輪功问题领导小组”成立，歷任組長李嵐清、羅幹、周永康，下设常設機構“中央处理法輪功问题领导小组办公室”，即中央610辦公室。據美国国会及行政部门中国问题委员会報告及美國智庫報告資料顯示，该办公室是中国共产党管理的国家安全「法外机构」，其主要職責是協調各機關鎮壓法輪功，2003年以來，610辦公室的任務已擴大到包括針對被視為異端或有害中國共產黨統治的其他宗教、氣功團體，但法輪功仍然是其首要任務。報導法輪功遭鎮壓情況而獲普利策獎的記者张彦描述610辦公室的工作是“動員國家的順從的社會組織”。在公安機關的指令下，教堂、寺廟、清真寺、報紙、媒體、法院和警察都迅速整隊配合執行政府「粉碎法輪功」的計畫，以任何手段都不為過。幾天之內一波逮捕席捲全中國。到1999年底，法輪功學員們在關押中於死亡線上掙扎。

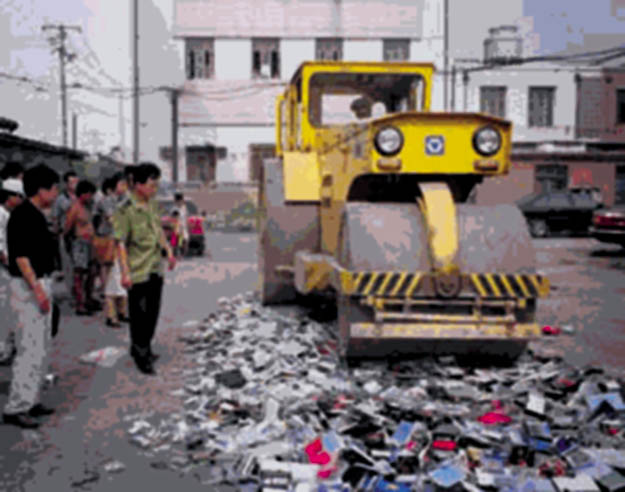
在1999年镇压后，610辦公室焚毁法轮功书籍。

著名中國維權律師高智晟在與北京大學學者焦國標親自調查後，於2005年在給胡錦濤、溫家寶公開信中形容610辦公室是「国家政权内且高于政权力量的黑社会组织，它是可以操纵、调控一切政权资源的黑社会组织。一个国家宪法及国家的权力结构安排规范中没有的组织，却“行使”着本只能由国家机关才能行使的权力及许多连国家机关都根本不能行使的“权力”。它“行使”着在这个星球上，人类有国家文明以来，作为国家从不能拥有的权力。」「以“610”为符号化的权力，正在持续地以杀戮人的肉体及精神、以镣铐和锁链、电刑、老虎凳等形式与我们的人民“打交道”，这种已完全黑社会化了的权力正在持续地折磨着我们的母亲、我们的姐妹、我们的孩子及我们的整个民族。」並描述了610人員及警察對法輪功學員（不分男女）性器官的「極其下流」攻擊
美国国际宗教自由委员会要求中國政府立刻撤销610办公室之類組織、勞教所，以落實法治承諾，並停止拘禁、诽谤、消灭法輪功学员，停止强摘法輪功学员等囚犯器官。美國國務院2021年5月《年度國際宗教自由報告》發佈會上， 國務卿布林肯點名制裁一名迫害法輪功的四川省成都市前610辦公室主任余輝，他和他的直系親屬將被禁止入境美國。2020年12月國務卿蓬佩奧宣布制裁迫害法輪功的廈門警察，聲明指出，針對中国政府「對該國人民實施恐怖和系統式的虐待，包括侵犯思想、良知、宗教或信仰自由權，其他國家不能袖手旁觀。」。

### “轉化”計劃

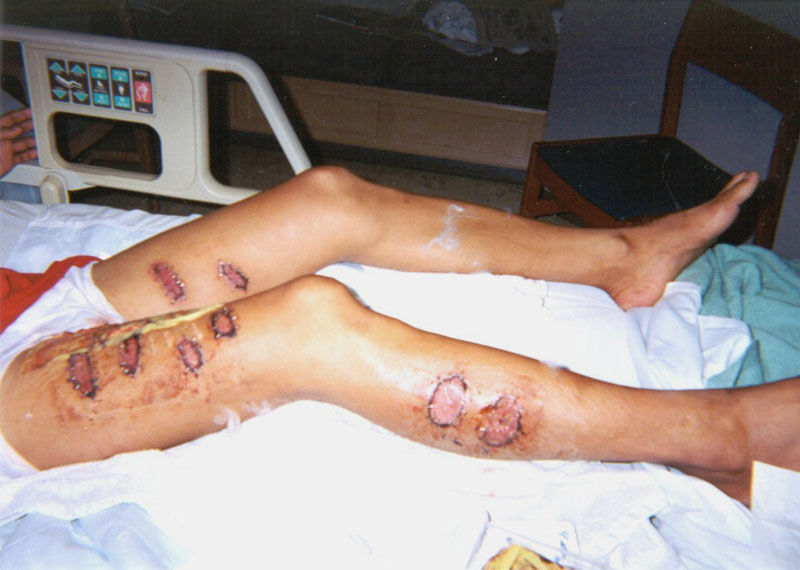
政府为了逼迫覃永洁放弃法轮功，覃的两腿被施加烧红的铁条火烙13回。

加州大學教授湯維強說，政府同時採取“強制解散”法輪功信仰，並“轉化”法輪功學員:105在2000年之前，共产黨升級了對法輪功的戰爭，對“慣犯”學員處以“勞動教養”，力圖使他們放棄信仰並“轉化（改造）”其想法；勞教關押期間被警察恣意延長，而一些學員還被扣上“擾亂社會秩序”，“危害國家安全”或“顛覆社會主義制度”等模稜兩可的罪名。大多數被長期拘留的法輪功學員，是被透過行政系統的勞教處理，而非透過刑事司法系統。一旦當他們的“再教育”的勞教期滿後，仍拒絕放棄信仰的學員會接續被關押在省政府設立的“法制教育中心”進行“轉化思想”。
大部分的轉化方案，依靠毛澤東式的灌輸技術和思想改造，法輪功學員被組織觀看“反法輪功”的電視節目，並參與馬克思主義和唯物主義的學習班。:109

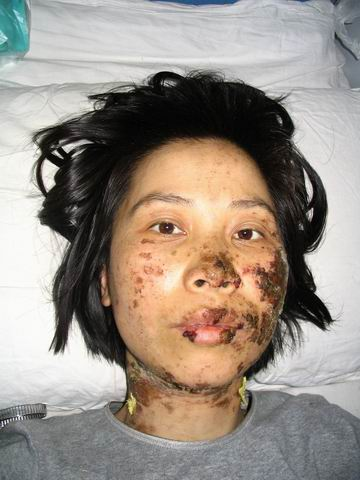
遼寧省的法輪功學員高蓉蓉，據報導在被關押期間（2005年）死於酷刑。

關於“轉化過程”，湯維強指出政府所營造的形象，是強調心理勸說及各種“软销售”技術，這是政府報告的“理想標準”；另一方面，法輪功方面報告呈現的是，對拒絕放棄信仰的學員“煩擾不安和險惡”的各種脅迫方式。:122-12814,474件個案被依不同種類酷刑所分類（法輪功方面紀錄了超過63,000起酷刑案件）。
这些酷刑包括毒打、心理煎熬、體罰、密集而高負荷的強制勞動、壓力姿勢、在惡劣環境關禁閉，包括燒燙與冰凍、電擊身體敏感部位導致噁心、抽搐或昏厥；強迫灌食，竹籤刺入指甲；剝奪食物與睡眠、不讓上廁所；強姦與輪姦；窒息；威脅、敲詐勒索，以及剝奪工作與學籍。:122-128

這些個案是可驗證的，且絕大多數已確認了(1)學員個人資料，通常有年齡、職業、居住地，(2)虐行發生的時間地點，細至區、鄉、村，而且往往指明特定的監獄機構，(3)加害者的姓名、職級。
這樣的報告，都列出了目擊者姓名、受傷情況描述。湯維強說：“持續性虐待，經常是殘忍行為，有姓名有職銜、有酷刑發生的時間地點”的公開揭露，表明了沒有官員會停止並動念終止這類作法。:122-128
中国政府的手段目的在于通过政治宣传、监禁、强制思想改造等手段「灭绝、根除」法轮功群体，有些法轮功学员因此死亡。。
2004年联合国报告显示，数以十万计的法轮功学员据信未经合法程序而遭关押，被拘禁的学员遭到中国政府强迫劳动、被滥用精神病药物、酷刑，以及强制思想改造等。2008年美国国务院、美国国会CECC報告引述外国观察家的估计，中国勞改營被关押者一半以上是法轮功学员；2009年研究员伊森·葛特曼估计，法轮功学员大约占全中国「劳改总人数」的15%至20%。人权观察2005年12月引述一些曾遭劳改系统关押者的说法，在中国的劳改营及监狱设施裡，法轮功学员是最大量的被关押群体，而且往往遭受最长的关押期、最糟糕的对待。
卫报的评论认为，425上访事件被中国政府视作继六四天安門事件後在中国參與人數最多的公众诉求活動，被中国政府定为非法组织并镇压，并把攻擊內容透過教科书、官方媒體及政治宣传 ，引起美國總統克林頓、英國總理布萊爾对中國關於信仰自由及人權政策的關注。2019年時任美國國務卿蓬佩奧表示，（中共）「政府對許多信仰者——法輪功学员、基督徒和藏傳佛教徒的加剧迫害成了常態」。
自由之家資深專家庫克2012年出席美國國會聽證會發表證詞說：「修煉法輪功的中國公民，目前依然生活在不斷遭受綁架和酷刑的威脅當中。法輪功及其創始人李洪志先生，以及各種同音字，一直是中國互聯網上被新聞檢查最嚴厲的字詞，而由任何（中国）國營媒體或由其外交官所提及的都是妖魔化標籤了的措辭。」
國際特赦組織報告指出，1999年以来在中国就有许多「洗脑中心」、或稱為「法律法制教育学习班」等非正規拘留場所，以强迫法轮功学员放弃信仰，這裡普遍发生酷刑与虐待。2013年11月當局废止劳动教养制度，但是「換湯不換藥」，許多勞教所換牌子改成「戒毒中心」，還有些人被送入「洗腦班」，中共當局繼續以「戒毒中心」等法外「黑監獄」及其他形式的任意拘留取代勞教所，繼續關押法輪功學員，也有上訪者被非法關進「精神病院」等任意拘留。法輪功修煉者被系統化地強制勞動，這現象在勞教廢除後仍在監獄、看守所持續存在。2013年中央610辦公室再次發起至2015年的全國運動，仍有大量法輪功學員處於被抓的高危狀態，包括通過法院系統、法外黑監獄。:91-952014年一項研究發現，449個「法制教育中心」以各種名稱存在中国各地。

### 活摘器官指控、國際獨立調查

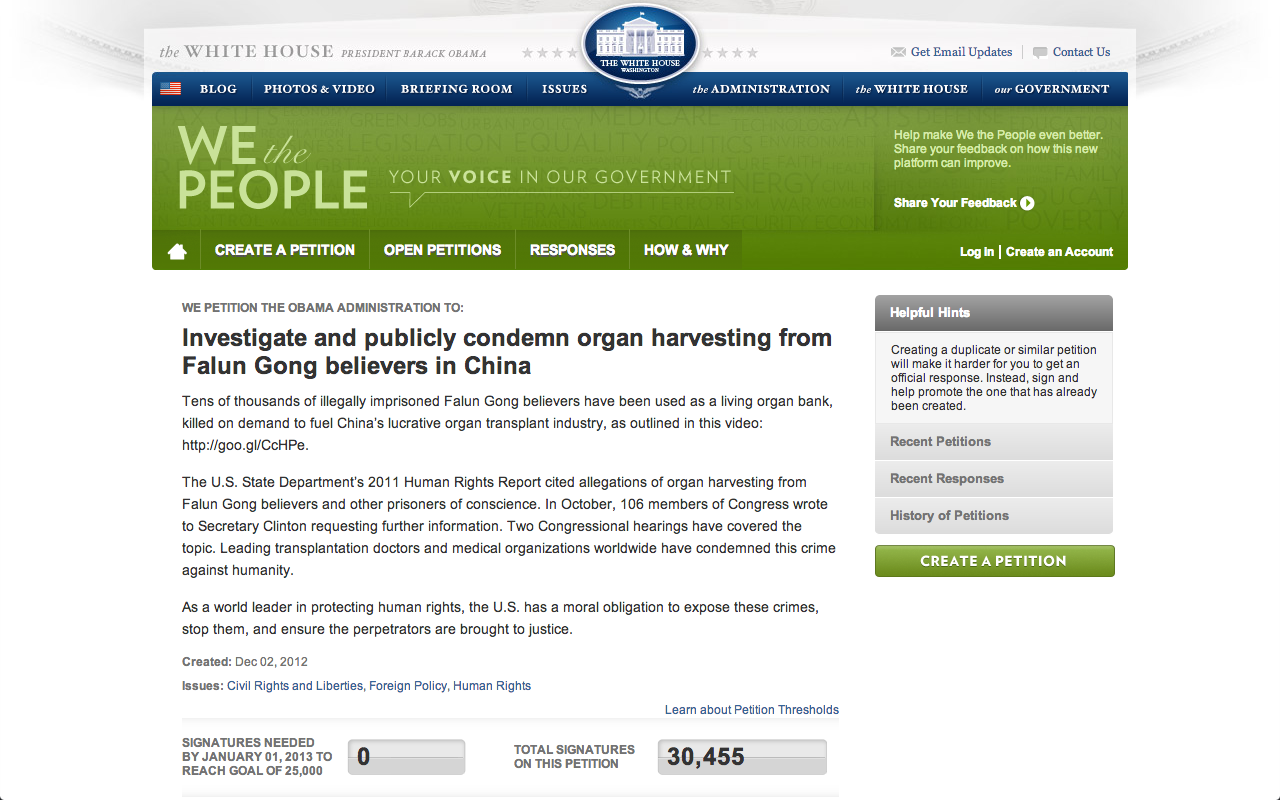
美國醫學權威亞瑟教授2012年12月，在美國白宮網頁發起請願連署，要求白宮進行調查並公開譴責中国政府。

中華人民共和國政府，特別是中國共產黨政法委系統（包括武警）、中共軍方系統，被指控大規模系統性活體摘取良心犯的器官，供商業性移植給中國人或外國人謀利，被害者因此死亡，主要對象是遭關押的法轮功修煉者，還包括後來增加的 家庭教會基督徒、西藏人、维吾尔族人、持不同政见者，這些良心犯被關押在監獄、「勞動教養所」（亦即「勞動改造」、勞改營）等地。但中華人民共和國政府否認這項指控，也同時拒絕了外國組織獨立調查的請求、拒絕公布相關數據。
2019年在英國倫敦的獨立人民法庭，由前國際刑事法庭檢察官尼斯爵士主持，宣判認定中國共產黨當局多年來在全國範圍大量強摘活體器官，成立反人類罪，受害者主要是法輪功學員。
聯合國人權高級專員辦公室2021年6月發佈，12名聯合國獨立人權專家包括至少8位特別報告員聯合聲明，對於在中國被拘留的法輪功修煉者等少數群體遭到活摘器官的許多指控報告，感到極震驚；專家團指出，早在2006、2007年，聯合國人權專家就曾向中國共產黨當局提出強行活摘囚犯器官的擔憂，但遺憾北京當時的回應缺乏相關數據，例如器官分配等待時間、或器官來源資訊等數據；專家團呼籲中方迅速回應活摘器官的指控，並允許國際人權機制進行獨立監督。專家團指出，他們收到了可信的信息，受害群體遭到任意拘押，並被強制性驗血與器官檢查，但這些檢查並非是對所有群體的例行公事，這些檢查結果被登記在一個提供器官移植的資料庫。
紐時2024年報導，耶鲁大学法学院蔡中曾中国中心高级研究员林伟对使用囚犯器官的情况进行了记录，他和其他中国人权领域的顶尖专家表示，没有证据表明存在对法轮功学员以获取器官为目的系统处决。不过，前《纽时》驻北京记者狄雨霏2019年向在英国的「中国法庭」提供证词指出，她从非常可信消息来源得知，從良心犯活摘器官在中国已是外科医生们人所共知、且還在持續進行著；但是雇主纽时阻止她调查和报导与中共活摘器官有关事件，因此不久後她离开该报社。:74:2-3詹姆斯通基金會2020年刊登研究指出，中國醫療移植人員與中共反法輪功運動的幹部重疊，以及中國共產黨、共軍、監獄、醫院之間在器官移植方面的密切協調。
由大卫·乔高、大卫·麦塔斯組成的加拿大獨立調查團2006年發佈了第一版（在中國境外進行的）喬高-麥塔斯調查報告，聯合國酷刑問題特派專員曼弗瑞德·諾瓦克認為指控「可信度極高」，該指控內容被列入聯合國及美國國務院、美國國會等多份人權報告書。但是由於中国政府並未開放他國組織組織獨立調查的請求、也未公布相關數據，因此這些報告中亦沒有經過實地調查取得直接證據，而是以醫生證詞、證人證詞、中国政府說法、電話調查等共52種間接證據方法推論驗證。中国政府則嚴詞否認這些指控，僅承認國內器官捐贈制度混亂、大部分器官來源係來自於死刑犯，並表示將自2013年起改採新制度，逐步終止這些現象。目前，聯合國、自由之家、國際特赦組織、國際醫學界，仍持續要求中国政府公布相關數據，並同意進 入中國進行不受中國政府干預的獨立調查，以釐清真相。
美國富比士雜誌網站在10月22日總統大選辯論前夕，推薦專家證人短片（页面存档备份，存于）給兩黨候選人，強調美國需要加以關注。據傳2012年2月王立軍向美國駐中國大使館提交相關證據，美國國會106位會議員聯名要求美國國務卿希拉莉，要求美國國務院公開所掌握中国政府活體摘取法輪功學員器官的證據及資料。美國醫學權威亞瑟·卡普蘭教授2012年12月，在美國白宮網頁發起連署，要求白宮進行調查並公開譴責中國正在發生的法輪功信仰者遭摘取器官。白宫在2015年1月30日正式对这一请愿作出回应，指出美国反对非法或违反伦理的器官摘取及贩卖，称美国政府已多次敦促中国停止对死刑犯的器官摘取；并表示关注法轮功学员的人权，自1999年始，美国国务卿已指定中国为侵犯宗教自由的“特别关注国”。中華民國立法院（2012年12月）、歐洲議會（2013年12月、2016年7月第二度）、澳洲參議院（2013年4月）、義大利參議院人權委員會、愛爾蘭議會外交事務及貿易聯合委員會、美國國會外交委員會（2014年7月底281號決議案）、美國眾議院343號決議案（2016年6月）、加拿大國會國際人權委員會（2014年12月），陸續通過決議譴責中華人民共和國政府強摘法輪功等良心犯器官。
澳州外交部长毕晓普2014年3月回复国会议员丹尼斯·金森的信中称，对于指控中华人民共和国政府活摘法輪功學員器官一事，“目前没有足够的可信证据，来支撑法轮功这一特定的指控，但幾乎無疑的是，中国共产党摘取死囚器官。”。然而2008年6月，澳洲外長斯蒂芬·史密斯表示，在與官員在閱讀加拿大獨立調查報告後，認為「指控可信」、「我們要求中國解釋活摘器官的指控，並建議允許獨立可信的調查人不受拘束的進行調查。」澳媒指出，澳洲政府對此問題過去一直保持沉默，顯然是害怕得罪中华人民共和国政府，參議院決議是施加更大壓力要求澳洲政府就這項道德議題表達明確立場。
聯合國禁止酷刑委員會2015年12月9日發布報告，要求對中华人民共和国政府強摘包括法輪功學員器官的指控進行獨立調查，聯合國宗教信仰自由問題特別報告員海納‧比勒費爾特教授向媒體公開譴責中国共产党活摘法輪功學員在內的良心犯器官是「慘無人道」。
2016年6月13日，美国众议院全票通过343號决议案，关注和谴责中国共产党活体摘除法轮功学员器官，要求中国共产党立即停止迫害法轮功，要求美国国务院每年向国会汇报，禁止中国共产党活摘参与人员进入美国的2003年国务院授权法案（8 U.S.C. 1182f）的执行状况。。同年7月，歐洲議會以絕大多數票通過〈48/2016書面聲明〉決議，稱「有持續可靠的報導表明，在中國存在政府批准的系統性對良心犯器官的活摘，未經當事人同意。其中主要受害者是那些和平的法輪功修煉者，以及維吾爾族、藏族人和基督徒。」諸此不法行為的嚴重性「迫切需要立即對中国共产党持續的人體器官貿易進行獨立調查。」議員稱死亡人數涉及150萬人。

### 媒體宣傳戰
中国政府對法輪功的镇压，是以大規模宣傳來驅動，包括電視、報紙、廣播與網路。在镇压发生的一个月内，中国国内的每一家主要官方媒體都发表了300-400篇文章攻击法轮功，中国的电视台在黄金时间节目重播对法轮功的指控，其没有任何不同於政府的看法觀點。这场宣传戰集中指控法轮功影响社会稳定、具欺骗性和危险性、威胁社会进步，並稱法轮功的伦理哲学不相容於马克思主义的社会伦理观。其他官員稱將是一個“長期，複雜和嚴重的”鬥爭“剷除”法輪功。
西方学者丹尼尔·赖特和约瑟夫·费史密斯提到，在法轮功于7月22日被宣布为非法后，中央电视台每晚半小时的新闻联播，从头至尾渲染反法轮功，在节目中专家、前法轮功练习者、普通居民纷纷发言指控法轮功欺骗信徒、分离家庭、损害健康、影响社会稳定；除此之外，晚间新闻几乎没有其他内容；对此，这两位学者认为：“这种政府操作完全是在妖魔化的分析”。
政府舉國性的宣傳，最初訴諸於科學理性唯理，稱法輪功的世界觀是“完全反科學和反共產主義”。例如，黨媒《人民日報》1999年7月27日聲稱，對法輪功的鬥爭“是一個有神論和無神論、迷信和科學、唯心主義和唯物主義之爭“。其他社論則宣稱法輪功的“唯心論和有神論”都是與“馬克思主義基本理論原則的絕對矛盾”，並稱法輪功真、善、忍的原則”與我們努力實現的社會主義倫理及文化的進步沒有任何共同之處”。鎮壓法輪功，被呈現為是一項必要步驟，藉以維護共產黨在中國社會的“排頭兵”角色。

### 轉折點：天安門自焚事件
2001年1月22日，法新社發表〈中国因镇压法轮功失败而惊恐〉報導，稱18个月来的镇压中，法輪功學員未屈服、而变得更坚定；并提及中国共产党领导层对江泽民的镇压有很大分歧，许多领导人表态反对镇压。香港學者刘苏凯說：“江应为下令镇压负主要责任，镇压运动毫无结果，江将政府逼入死角。事后看来，镇压非常鲁莽和轻率，尤其是在中国正努力在世界上重塑形象的时候。江骑虎难下。这涉及到他个人权力的问题。他担心如果给他们一点呼吸的空间，他就会被党内看做软弱，而无法保持最高领导地位”。
宣傳戰的轉折點，是2001年中國除夕1月23日，新華社通報有五人在天安門廣場試圖自焚。新華社等官媒稱，自焚者是法輪功學員，法輪大法信息中心反駁，称法輪功書籍明確禁止暴力行為與自殺，並称整起事件為中国共产党江澤民政府自導自演，藉此引起群眾對法輪功的負面印象，以確立鎮壓合理性。
國際媒體報道了此事件，焚燒的錄像後來在中國境內由官媒中央電視台播出。一個12歲女孩形象，劉思影，與其他參與者接受採訪，說他們相信自焚會引導他們到天堂。但是，一名在現場目擊的美國有線電視新聞網（CNN）製片人說她在現場沒有看到自焚者有兒童。CNN報道指5名自焚者中至少2名男性、沒有小孩；但新華社卻稱自焚者只1名男性，而4名女性包括1名12歲女童劉思影，後來更改稱自焚者共有7人，其中2人「自焚未遂」。天安門廣場上自焚者的身份遭到CNN製片人的質疑，製片人她當時就在現場。對於當局稱12歲的劉思影在母親的催促下進行自焚，她表示當時在現場並未看到自焚者中有兒童:22-23
法輪功人士和其他評論家指出，主要參與自焚者的陳述及其他方面的行為，都不符合法輪功的教導方针。一些媒體和國際教育發展組織（IED）同意，所謂自焚事件是由中共當局導演以“證明”法輪功洗腦了其追隨者去自殺，因此應被視為對國家的威脅而被禁止。IED代表在第53屆聯合國會議上發言說，描述了當局以國家恐怖主義行為對待法輪功學員，自焚事件“是由當局策劃導演的”。《華盛頓郵報》記者菲利普·潘寫道，兩名自焚死亡者實際上不是法輪功學員。2001年3月21日，當劉思影很有活力地被以為將出醫院回家時，卻突然死亡。
中国共產黨當局在之后随即通过加大宣传力度，来削弱公众对法轮功的亲和度。《时代》杂志指出，许多中国人在以前并不觉得法轮功造成真正的威胁，認為政府的鎮壓與事實不符、反對當局的鎮壓政策；但在自焚事件后，随着當局官方媒体集中报导并批判法轮功后，民众开始对法轮功具有负面想法，各種批評法輪功的海報、傳單和視頻不斷被製作出來，各級學校定期安排「反法輪功」課程。CNN指出，政府在此次事件中的宣传措施，和以往的政治运动，诸如朝鲜战争和文化大革命等非常相像。《紐約時報》形容中国共产党「用電視、報紙等媒體圖像轟炸」，《華盛頓郵報》指政府藉此事件「系統地暴力鎮壓」法輪功。媒体通过对该事件及浙江乞丐毒杀案的报导，成功栽赃法轮功。后来，随着公众支持和舆论导向远离法轮功，共產黨政府也使用更加暴力的手段对待法轮功学员，更为严厉的监禁和酷刑，法轮功学员在被拘押期间的死亡人数明显上升。中華民國國會2004年的決議中提及，中国共产党「發動全國宣傳機器，全面抹黑、污衊李洪志先生，故外界亦一再質疑，大陸當局一手炮製天安門自焚案等事件，意圖挑起一般人民對法輪功的仇恨。」
2001年2月-天安門自焚事件一個月後，江澤民召開了一次中央工作會議，強調持續反法輪功運動的重要性、黨高層的團結。在江的領導下，對法輪功的鎮壓成為中國政治風氣“維穩”的一部分—跟黨在1989年六四天安門事件期間所採用的說詞非常雷同。江的指示在2001年度全國人大會議中被呼應，“滅絕法輪功”被與中國經濟發展連結在一起。儘管在全國性議程上不太突出，對法輪功的迫害在江澤民退休後仍然持續，2008、2009年仍發生對法功持續而高度的“嚴打”。中國政府於2010年發動為期三年的一波行動，試圖再強制“轉化”法輪功學員。

### 鎮壓十年起迫害轉為地下隱密
從1999年7月起，中共使出全部手段鎮壓法輪功。在鎮壓早期，中國當局如「文化大革命」般的鎮壓方法十分公開，當局控制的媒體抹黑鋪天蓋地、公開焚書，在運動場拘押大批法輪功學員被抓捕，官方電視台播放作秀審判，當局人員在天安門廣場毆打抗議者等。不過，隨著時間過去，當局看到法輪功不會輕易被剷除、以及公開鎮壓會損害中國的國際聲譽後，當局鎮壓手段變得 更加隱蔽。:93英國《衛報》2009年報導說，「江澤民下令禁止並殘酷鎮壓法輪功長達十年後，儘管國際社會提出抗議，唯一的變化是迫害更加隱秘，迫害『由公開轉入地下』。任何在官方批准管道之外進行宗教信仰儀式的人，包括非官方天主教會或基督教家庭教會成員，都有被拘留的風險；法輪功受到的迫害是最殘酷的。由於法輪功無害，因此當局對法輪功的迫害顯得更加奇特。」

### 法輪功對迫害的回應

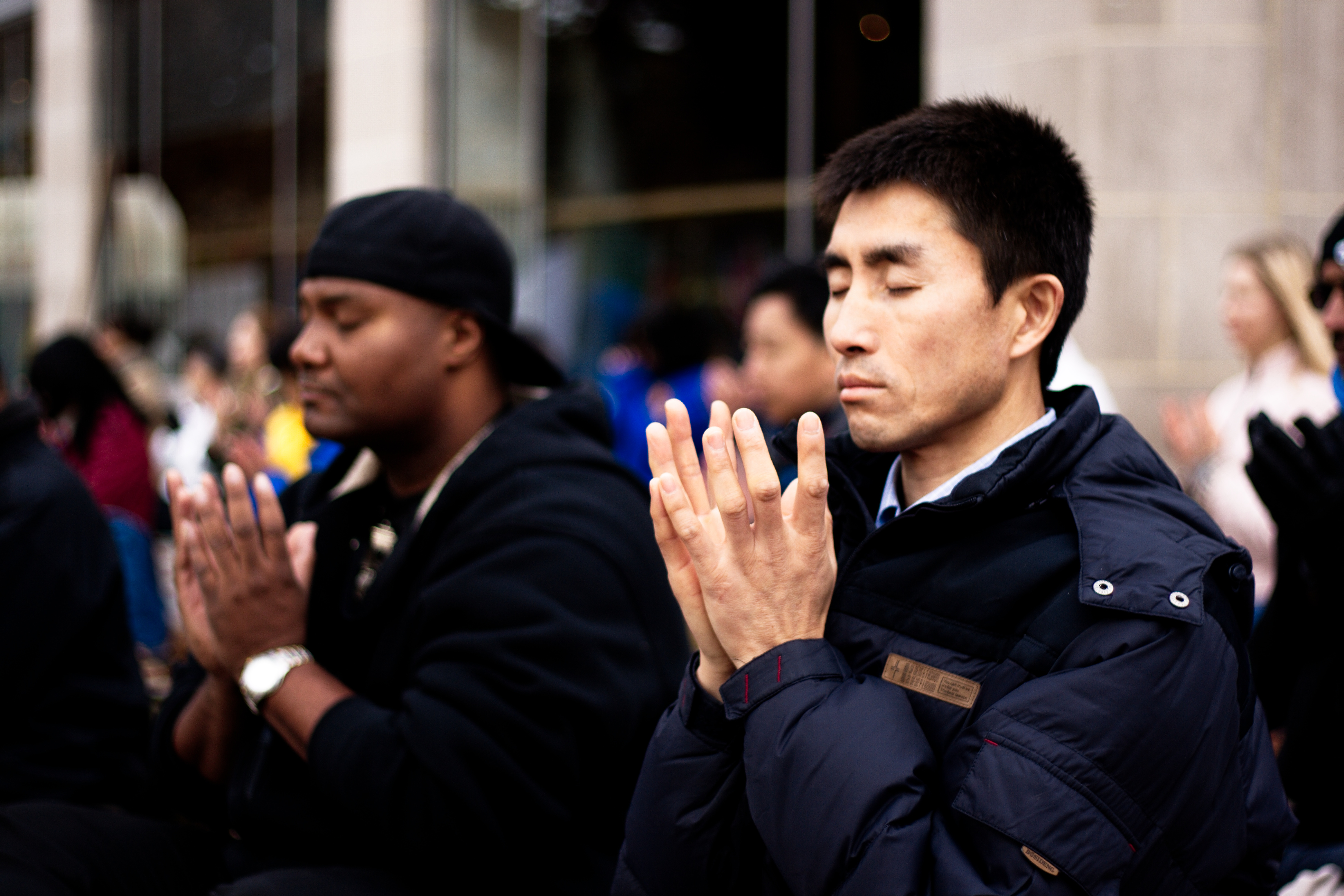
法輪功學員於一場在華盛頓特區舉行的請願活動中靜坐，以抗議中华人民共和国政府的迫害

自由之家調查發現，法輪功修煉者使用多種非暴力策略回應中國當局對他們的迫害，注重向中國警方和公众分享有关法轮功信息、中共对修炼者的人权侵犯、并反击中共宣传。近年中国人权律师、法轮功修炼者家庭成员和邻居等也加入抵制迫害。自由之家表示 ，中国法轮功修煉者以坚韧、非暴力和创造性应对中國當局迫害。普立茲奖得主记者张彦表示，（在受到鎮壓后）法轮功学员维护自己信仰的努力可能形成了50年来对共产党统治的最大挑战。

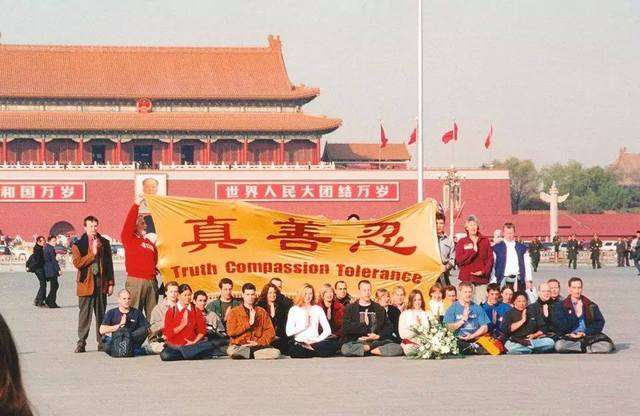
2001年，在天安門廣場前支持法輪功的抗議者

在鎮壓開始初期，有許多法輪功學員向中國當局和平請願，或者向各個中國地方、省、中央各級政府進行上訪請願、寫信請求為法輪功平反、在天安門廣場舉行抗議活動；當時每天都有數以百計的法輪功學員前往北京展示功法、舉起抗議橫幅，但他們很快遭到中國國安部人員抓捕，被暴力地關押，截至2000年4月25日、有逾30,000名學員遭抓捕。2001年7月1日一天就有700名學員在天安門廣場被抓捕。
但隨著法輪功的抗議活動頻率減少、也失去公眾支持，法輪功學員轉而透過製作文宣、DVD和建立地下資料庫，用較為隱密的方式反擊中國當局的鎮壓。2001年底，法轮功学员在天安门广场的公开呼吁及抗議活動不再频繁，转向在民间向民众「讲真相」。他们建立了较隐蔽的「资料点」制作传单和DVD等反击官方媒体对法轮功的描绘，然后向民众挨家挨户发送这些材料。 学员们向中国公众和当地警察介绍法轮功，并敦促不要参与迫害。印刷传单和自制视频大量传播，被一位学者比作“中国地下出版物”。親法輪功消息来源估计，至2009年，在中国有超过20万这种资料点的存在。制作、持有或发送这些资料，经常是公安对法轮功学员监禁或判刑的理由。
中国法輪功学员为了抵抗中國共產黨控制之中國政府當局進行的信息封锁，會在小額人民幣紙幣上打印法輪功學員呼籲停止迫害信息，再將印有法轮功信息的這些小額紙幣發回市場流通。這樣的紙幣在雲南省和四川省尤其多；街頭也有人銷售包含法輪功信息的DVD影片，這些DVD通常被包裝成熱門電影。許多收到此類紙幣的商販均拒絕使用，因為這可能被視為支持法輪功的行為；當地銀行也拒絕收取被印上法輪功字句的鈔票。2016年山东省試點取消1元紙幣。山東教授孙文广表示，「当地有不少纸币出现反对共产党的言论，例如『打倒共产党』、『天亡中共』等，在中國很多人都曾看到过這類纸币，有些人還留了些這樣纸币作历史的纪念；当局试图取消纸币，以阻止法轮功及呼吁退党等言论在民间流传，这反映了当局严控與壟斷媒体，民间无言论自由，迫使民众如此发声。」
中國當局嚴厲審查關於法輪功的關鍵字，法輪功修煉者則在網上和網下發起大規模、多方面、複雜的公共教育活動，以此作為反擊。大部分被中國司法機構判刑的法輪功活動家都是因為在網路平台發帖、突破網絡審查或者僅僅擁有光盤:94。美國的法輪功學員，還開發了多款避開中國當局審查的翻牆軟體，例如自由門、無界瀏覽，以協助中國及極權國家的民眾瀏覽網路。
2002年，長春的法輪功學員以劫持方法將官方媒體的節目替換爲《法轮大法洪传世界》、《是自焚还是骗局》等法輪功方面製作的影片，当地民众因此误以为鎮壓法轮功已经停止而聚集在廣場慶祝。事发后三天内，被上级嚴厲警告的长春政府，在全城搜捕了约2000-5000名當地学员，参与插播的刘成军等6人被先后暴打、酷刑折磨至死。由於正逢2001年初官營电视长时间渲染恐怖的天安门自焚事件，導致中国民众自鎮壓初期「对法轮功学员的普遍同情正在消失」，6名插播者希望民众能從不一样的角度来看自焚事件。
在海外，法輪功學員也積極舉行反對鎮壓法輪功的抗議活動，以爭取輿論支持。

#### 《九評共產黨》、三退和人權訴訟
2004年，法輪功學員創辦的大紀元時報發表《九評共產黨》社論，對共產主義和中国共產黨的政治觀及宇宙觀的評價、對中国共产党歷史的回顧與解讀。這引發了退出中国共产党黨組織運動，鼓勵中國公民以化名宣佈退出、放棄他們與共產黨、共青團和少先隊的隸屬關係，2011年被俄羅斯智庫評為全球三大重要事件。退黨運動並不訴求要建構何種政治制度，而是從道德基點，剖析共產黨問題。外媒報導稱，2015年時三退人數逼近2億人；但外媒於2009年說，退黨網站的數據尚未被獨立核實。
中國當局運用中國境內的官方媒體抵制法輪功。當局在鎮壓後，也將法輪功設為敏感詞並在中國大陸境內屏蔽包含其內容的諸多網站。法輪功學員在全球華語媒體世界有組織有媒體地動員對中共官方媒體的反制與挑戰，學者趙月枝認為是最具戲劇張力媒體力量的展現 。
法輪功學員創辦了大纪元传媒集团，该集团以其子公司新唐人电视台和大纪元时报而闻名；美國胡佛研究所、無國界記者組織的報告稱，美國真正獨立的中文媒體空間，只剩下法輪功學員辦的大紀元等幾家媒體，獨立於中國共產黨政府控制之外。法輪功學員創辦了一系列媒體，如大紀元時報、新唐人電視台、希望之聲廣播電台等，不過這些媒體否認其為「法輪功的媒體」，因為該媒體的維護運作是獨立於法輪功之外的。。学员们建立的报纸、广播和卫星电视渠道，向中国国内外观众传播未经审查的有关法轮功和其他人权问题的新闻。部分修煉法輪功的華人藝術家2006年在美國紐約成立神韵艺术团。
根據國際司法正義協會資料，法輪功已經針對最嚴重的國際刑法罪行指控，提出了21世紀最大規模的人權訴訟，截至2006年，有54個民事、刑事訴訟正在33個國家進行。中國以外的法輪功學員，對迫害主要責任人，以群體滅絕罪和反人類罪等指控，提出幾十起國際人權訴訟，包括江澤民、羅幹、薄熙來及其他中國官員。儘管其中許多案件，有些法院以主權豁免為理由拒絕裁決；然而，2009年底，西班牙國家法院、阿根廷法庭以群體滅絕罪和反人類罪起訴了江澤民、羅幹等高官，並要求逮捕他們；不過這裁決很大程度上是象徵性的，難以被實現。西班牙法院還起訴了薄熙來、賈慶林和吳官正。
法輪功學員也在中國控告江澤民。2015年5月起，2個月內逾20萬名中國受害法輪功學員或家屬，陸續各自郵寄控訴狀向北京最高人民法院、最高人民檢察院提告，罪名指控包括非法拘禁、強迫勞動、酷刑和謀殺等。中國法院受理了案件，並將回條寄給原告。法輪功學員在世界各地舉辦聲援中國人控告江的集會，希望透過史無前例的「告江大潮」，幫助更多公眾瞭解實情，並形成對中國執政政府壓力而法辦江澤民。。習近平出訪國外時，多次都遇到法輪功學員公開訴求數十萬人向北京法院控告江澤民，並呼籲中共中央總書記習近平逮捕江澤民並送審判、制止由江澤民發起的對法輪功的迫害、停止強摘器官。
法輪功學員及其支持者，2011年5月也對思科公司提起訴訟，指控該公司協助設計並實施監控系統以幫助中國政府鎮壓法輪功。思科則否認其客製化技術用於這一目的。

### 庇護法輪功
2010年3月16日下午五点三十分，美国国会众议院在国会大厦投票通过了第605号决议案。美国议员在议案中对过去十年来仅仅因为个人信仰而遭受中国政府持续迫害的法轮功学员及其家人表示同情，要求立即结束中国政府对法轮功学员的迫害、胁迫、监禁及酷刑折磨，释放所有被关押的法轮功学员。413位国会众议员参加了投票，17位议员缺席，决议案最终以412票赞成1票反对获得通过。
美国国会众议院605号决议案对那些仅仅因为坚持他们的个人信仰，在过去十年间遭受迫害、胁迫、监禁、酷刑折磨、甚至被迫害致死的法轮功学员及他们的家人表示同情，并要求中国政府立即终止迫害、胁迫、监禁、酷刑折磨法轮功学员的运动，立即废除江泽民为“消灭”法轮功而下令成立的机构---610办公室，立即释放那些仅仅因为他们的信仰而被关押在监狱、劳教所的法轮功学员，其中包括那些被关押的美国公民和永久居民的亲属。
国会众议院决议案敦促美国总统奥巴马和国会议员在迫害11年之际，公开站在因个人信仰而遭受迫害的法轮功学员一边，运用一切可能的方式与法轮功学员见面，表明支持良知自由仍是美国政府的基本原则。

## 爭議

### 宗教自由範疇與「邪教」標籤辯論

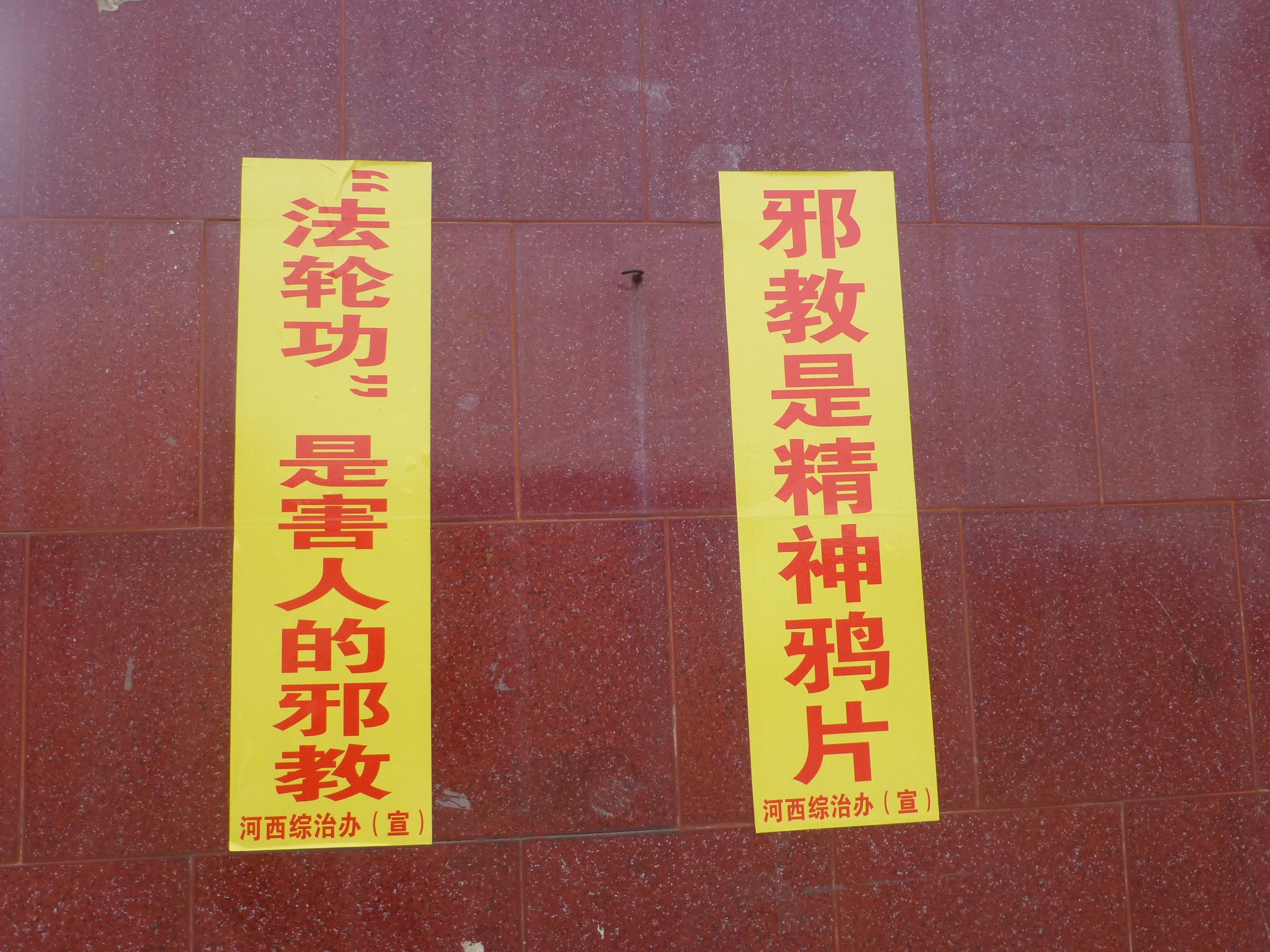
中华人民共和国雲南省通海縣，當局所貼標語，稱法輪功为「邪教」

自1999年7月鎮壓法輪功後，江澤民執政當局10月宣布稱法輪功為「邪教」。人權組織自由之家2017年《中國宗教自由報告》報告寫到「中國律師和國際法律專家認為，除了中國共產黨檔案外，沒有任何法律把法輪功定性為『邪教』」；而且就「邪教」這樣的聲稱，也與中國共產黨內部的檔案內容不符合。「中国共产党官方媒體和官員對法輪功遭受鎮壓提出了自己的解釋，他們尋求把對法輪功描述為對社會有害的『邪教』。但是這樣的聲稱與中国共产党內部的檔案內容不符合，在法輪功傳播的其它國家，也沒有什麼有害結果。國際學者反覆得出的結論是，法輪功沒有邪教的特徵。即使在中國，『邪教』這個標籤直到鎮壓發生幾個月後的1999年10月才出現在黨的話語中，而宣傳機器則對中文『邪教』這個詞的英語翻譯進行了操縱。這表明暴力鎮壓在前，邪教標籤在後，中国共产党是在鎮壓法輪功遭到國際社會和中國國內批評後才這樣做的。研究中國宗教的著名學者王大为指出:『給法輪功貼上所謂邪教的標籤從一開始就是為了誤導，中共政府由此很聰明地利用了這個說辭抹去法輪功的吸引力以及這個群體在中國之外的活動效力。』」聯合國宗教信仰自由問題特別報告員比勒費爾特2010年表示，法輪功被定性為邪教會造成歧視。
1999年10月江澤民稱法輪功是邪教，當局也從1999年7月開始全面禁止法輪功；然而除了邪教本身是否是個有效的觀念這點有爭議外，即使在承認邪教一詞有效性的情況下，法輪功是否符合邪教的定義，也受多方勢力的質疑，有相當數量的人和團體，包括中國政府內部的部分人士，都對當局稱法輪功是邪教的說法有所質疑，喬高引用王大为對法輪功的詳細研究結論指「法輪功不是邪教」；因報導法輪功獲得普立茲獎的《華爾街日報》前北京分社社長張彥認為法輪功不符合對邪教的共同定義，並指中国共产党方面說法不被支持、從不允許法輪功受害者單獨受訪。法國內政部反邪教小組则表示「法輪功從未触犯法律，僅僅是一個遵守法國法律的自由的協會。我們不能濫用邪教這個詞，并把它用于任何一個宗教運動，無論是老的還是新的。根据法國法律，法輪功不該被稱作邪教」。「邪教」一词在中国法律中指“邪惡教派”（evil religions）, 可以译为“heterodox teachings”，与“宗教異端”（Cult）有差异。}中国最高人民法院、最高人民检察院将邪教组织解释为：“冒用宗教、气功或者其他名义建立，神化首要分子，利用制造、散布迷信邪说等手段蛊惑、蒙骗他人，发展、控制成员，危害社会的非法组织。”
儘管中国共產黨政府竭力鎮壓，但最初提出對法輪功的指控，未能激發廣大民眾來支持鎮壓。在1999年7月後的幾個月裡，國營新聞的詞彙升級，包括指控法輪功與國外“反華”勢力勾結。1999年10月，迫害開始三個月後，《人民日報》聲稱法輪功是“邪教”。
這個詞彙的直接翻譯是“異端學說”，但在（政府）反法輪功宣傳戰當中，此詞在（中国共产党的）英文中被呈現為“邪惡教派”。在中國歷朝帝國的文化脈絡下，“邪教”被用來指”非儒教的宗教”，雖然在共產中國的脈絡中，這術語已被用於指向不服從共產黨權威的宗教組織。
因報導法輪功獲得普立茲獎的《華爾街日報》前北京分社社長张彦認為，「政府最有效迫害法輪功的方法，就是宣佈這團體是邪教，這一招置法輪功於守勢、迫使法輪功需辯護證明其清白無辜，更讓政府鎮壓之舉帶有西方反邪教運動的合法假象。政府迅速學會反邪教運動的語言，設立網站，推出“一夜成名”的專家為證明其論點，中华人民共和国政府羅織一系列駭人聽聞的故事，諸如有人剖開肚子尋找應在腹部旋轉的法輪，或有人的親戚以煉法輪功代替吃藥醫療而死亡。」但张彦強調「問題是，這些說法是站不住腳的。政府從不允許所謂的“法輪功受害者”單獨受訪，以致於政府這些指控幾乎無法獲得證實。即使我們從表面上去相信政府所有指控，中国共产党杜撰的案例數量也僅佔法輪功修煉者總數中的極小比例……。」「更根本的是，這團體根本不符合對邪教的許多共同定義：其學員與修煉群體外的人結婚、有群體外的朋友、有正常工作執業、不離群獨居、不相信世界末日逼近，沒有給組織大量的錢。最重要的是，法輪功絕不接受自殺、肢體暴力行為。」

王大为同樣認為， 法輪功被稱”所謂的邪教本質”整個問題，從一開始就是個“被中华人民共和国政府巧妙地利用以轉移注意力的事，藉此來鈍化法輪功的訴求。” 約翰·鮑爾斯和梅格、梅格·李認為，在普遍觀點的認知中，法輪功被歸類為“非政治性的氣功社團”而不被視為對政府構成威脅。因此，政府在鎮壓法輪功活動中最關鍵的策略，是要說服人們將法輪功重新歸類到一些“被負面指控的宗教標籤”， 諸如”邪教”、「(sect)」、或”迷信”。這一群體安靜的抗議活動，被重新歸類為製造”社會動盪”。在這一”重貼標籤化”的過程中，政府試圖挖掘一個”深層儲藏的負面感受，關於類似宗教異派在中國政治史中曾作為一項不穩定因素的歷史作用。” 

#### 中國大陸的法律法規及當局宣傳
《中华人民共和国公安部关于认定和取缔邪教组织若干问题的通知》（公通字[2000]39号）中关于“现已认定的邪教组织情况”表明，到目前为止共认定和明确的邪教组织有14种。其中，中共中央办公厅、国务院办公厅文件明确的有7种，公安部认定和明确的有7种。这是到目前为止关于邪教认定最新的一个正式文件。公安部在认定邪教组织时，明确是根据《刑法》和一系列处理邪教组织的文件精神，参考了两高司法解释的定义，然后重新定义。其中沒有法輪功。BBC報導，公安部2014年公布的「邪教名單」亦不包括法輪功。
根据《中华人民共和国刑法》第300条规定：组织和利用会道门、邪教组织或者利用迷信破坏国家法律、行政法规实施的，处三年以上七年以下有期徒刑；情节特别严重的，处七年以上有期徒刑。而关于中华人民共和国政府对邪教的定义，《中国最高人民法院最高人民检察院关于办理组织和利用邪教组织犯罪案件具体应用法律若干问题的解释》一文中指出：刑法第三百条中的“邪教组织”，是指冒用宗教、气功或者其他名义建立，神化首要分子，利用制造、散布迷信邪说等手段蛊惑、蒙骗他人，发展、控制成员，危害社会的非法组织。
2014年6月中共官媒公布「邪教組織的六個特徵」，不少網民揶揄這說的是中國共產黨，都能在共產中國找到現實證據，「這段話在網上被大量轉發，許多人都有意地將它指向共產黨自身，含蓄地發表評論道：感謝政府感謝黨，我終於知道哪個才是最大的邪教了。」
北京維權律师莫少平表示：「无论从刑法的三百条还是全国人大的决定，以及两高的解释里面都没有明确说法轮功是邪教，只有两高颁布司法解释的通知里面才确认说法轮功是邪教，两高的这个通知本身是不符合中国立法的规定。」另一位国内律师针对两高司法解释的通知，表示：这文件是内部通知，不是公开的法律文件，法律文件必须公之于众才生效，否则就是不教而诛；两高在公开的文件中不认定法轮功是邪教，在内部通知中又说成邪教，是很不严肃的，而且最高法院只能就司法审判如何适用法律进行解释，不能超越这个职权去认定什么社会组织是邪教组织或者非法组织，这是行政权力而非司法权力的范围；这文件是对刑法300条的越权解释。
《纽约时报》报道称中国政府将法轮功学员未经律师辩护甚至未经任何审判就投入狱中，即使辩护权是中国刑法授予的。此外，香港人权监察2000年称至1999年7月以来，中国政府至少将5000名法轮功学员未经审判而直接监押。
鎮壓发生后，李洪志開始減少公開場合的活動。中國共產黨當局於中國境內的打壓政策反而造成自1989天安門抗議以來歷時最久，最著名的人權抗議活動，而法輪功也成為中華人民共和國人權的主要議題之一。
中共黨媒與官方媒體稱法輪功是「邪教」；然而邪教這概念本身的有效性有爭議，學界多半不認可邪教這概念的有效性，邪教一詞常被認為是一種人身攻擊用的標籤；此外，國際上對法輪功是否合乎邪教的定義，多有懷疑，甚至中國政府內部對法輪功的意見也有分歧。據路透社報導，聯合國人權專員為法輪功辯護，在2010年在聯合國大會上報告指出，法輪功等社會弱勢信仰團體經常遭誣衊為「邪教」，因此常受社會歧視、甚至升級為針對「顛覆陰謀」的打擊。但一名與會的北京政府代表對此提出抗議，稱「中國所有宗教都在和諧並存」，並強調法輪功是邪教而非宗教，因此政府「根絕」法輪功是合理的。聯合國大會連續五年通過了「譴責誹謗宗教行為」的無約束力決議，一些西方國家認為，這類行為對言論自由構成威脅。比勒費爾特在其發言中沒有直接提及誹謗宗教一詞，但他說，宗教自由並不代表任何教派都不應被批評。1999年7月22日，中华人民共和国公安部发布通告称，“中華人民共和國民政部已于1999年7月22日認定法輪大法研究會及其操縱的法輪功組織為非法組織，決定予以取締。”1999年10月28日，《人民日报》发表特约评论员文章《“法轮功”就是邪教》，此后大陆媒体开始称法轮功为邪教。2014年6月3日，央视网称中国已明确认定14个邪教组织，均为中央办公厅、国务院办公厅或公安部下发文件明确和认定，但名单中没有法轮功。
中国政府媒体指稱，法輪功「威脅大眾生活」、「洗腦」，後來又稱是「反華團體」，破壞了中國大陸的社會安定。何祚庥在《我不赞成青少年炼气功》一文（此文據信得到北京政府的羅干背書）中認爲，法輪功是僞科學，對青少年身心健康無益。何祚庥也在官媒中，稱他在發表反對法輪功言論後受到了法輪功學員的騷擾。
何祚庥是马列主义理论家，现任中央610办公室学术顾问。有西方研究者认为，罗干为可能为谋职位晋升于1996年开始调查法轮功准备鎮壓，但找不到证据发动鎮壓，何祚庥据称是罗干的亲属，两人策划1999年鎮壓之前一系列事件，如天津教育学院事件，以激起并指引法轮功学员到北京中央政府上访，引发425上访事件。罗干进而指挥北京警察带领法轮功学员包围中南海，从而为江泽民发动鎮壓准备证据。4.25事件之后，1999年6月罗干被任命为权力巨大的中央610办公室负责人，何作庥则担任中央610办公室学术顾问。兩人被質疑，如果说这两人有计划的话，可以说计谋完全成功。一個例子是有西方媒體傳播中共黨媒稱：2003年5、6月，"法輪功追随者陳福兆"故意殺人,曾親自或雇傭他人先後5次購得滅鼠藥200餘包，將滅鼠藥摻入飲料或開水中，先後毒死16人。以這起所謂「浙江毒乞案」栽贓法輪功，據自由亞洲電台報導，香港法輪功發言人表示，法輪功的法理要求學員慈悲眾生，反對殺生，更不會自殺。又稱如果真是有這宗案件，「一定不會是法輪功學員所為」。中國當局多年來持續迫害法輪功學員，誣衊法輪功，這宗案件便是其中一個例子。
意大利宗教社會學權威學者、新宗教研究中心創辦人及主任馬西莫·因特羅維涅教授表示，中共政府邀請「西方反邪教人士」甚至名聲不好的「西方反邪教人士」，中国共产党要他們說什麼，他們就會說什麼，但他們說的不令人信服、也不權威。例如被中国共产党找來的瑞克·阿蘭·羅斯曾有用暴力對待瑞克所認定「邪教」的犯罪紀錄。馬西莫還表示，中国共产党定性所謂「邪教」的主要標準，是該組織是否「被中国共产党認為是反中国共产党的團體」，這與西方觀點完全不同。中国共产党作法嚴重危害宗教自由；中国共产党統治下的中國，沒有宗教自由。
國際教派研究協會ICSA於2004年發佈聲明說，ICSA對此議題未持特定立场，「许多有声誉的国际人权组织发布报告称，在中国，法轮功和其他宗教信徒的人权遭系统性侵犯，ICSA敦促中国政府、学者和专家对此做出建设性回应。这些报告中描述到的肉体暴行等人权侵害不应被容忍。包括中国媒体在内的一些报道宣称『ICSA认定法轮功是邪教』，这和『ICSA表明法轮功不是邪教』的报道一样，都是不正确的。」。
以色列猶太教拉比最高評議會及最高法院，曾經過一年半調查後在2008年做出裁判，認為中国共产党要對謀殺法輪功學員及摘取器官承擔責任，且若中国共产党不停止鎮壓，參與北京奧運將等同支持鎮壓。知名拉比什洛莫·阿维纳強調，法輪功「先他後我」且並未脫離社會，「除了從中国共产党那裏之外，我們沒有聽說任何關於法輪功不利言論。」
香港中文大學教授彭麗君提出，中国共产党要求被官方承認的五宗教成為「和諧宗教」，要「符合中国共产党的要求」；（中國大陸）「佛教認爲法輪功扭曲了佛教」，「不只因為他們沒有選擇，更因為這直接牽涉不同宗教個別的利益。」。香港《基督教週報》2001年刊登一篇牧師評論稱個人認為法輪功不屬於邪教，但在佛教角度看來、可能是一種「異端」。另一方面，香港社會民主論壇、基督教及天主教團體、香港天主教大專聯會、香港支聯會、中文大學學生會等三十個團體的一封曾聯署表示：「特區政府還未發現法輪功學員有任何違法行為，也未列出證據證明法輪功是邪教」，並要求停止針對及壓迫法輪功的言論及行為。
曾任特罗姆瑟大学副教授、後任職中國武漢大學教授的宗教学者詹姆斯·刘易斯聲稱法轮功完全基于其创始人李洪志的教义而建立，在著作认为法轮功和气功与科学相抵触，并就相关内容批评了法轮功。刘易斯该著作中的子作者、南昆士蘭大學的副教授海伦·法利質疑法轮功起源自伪科学。不過法利的專業能力遭質疑，加拿大副教授特里·拉塞爾評論法利發表的文章，「法利博士至少可以被指控為對學術嚴謹性的褻瀆，她文中對法輪功的許多說法都缺少應有的證據。」澳洲雪梨大學教授瑪麗亞·辛格指出，法利寫作方式「把一些似是而非的事當成事實。」吳建國指出法利文章論證不符學術規範，在闡述一項「事實」時的三作法，並不提供證據支持，或不指出其信息來源； 而且使用中共當局的單方面言論作為唯一證據； 甚至直接捏造證據。吳建國指，法利的專業在教育技術，很少涉及宗教，法利發表這些文章，筆風像中國共產黨中央宣傳部，全都由劉易斯擔任編輯。吳建國寫信給法利討論文章的問題，吳稱被劉易斯要求停止質疑。
左派媒體NBC稱，在他的追随者看来，李是“一个神一样的人物，可以悬浮、穿墙行走并看到未来”。他的极端保守和有争议的教义包括拒绝现代科学、艺术和医学，以及谴责同性恋、女权主义和普遍世俗主义。
李洪志曾经声称，外星实体正在积极干预人类事务 ，外星人开发并引入了今天人类使用的技术 ，包括机械飞行和电子计算机。他谴责现代技术是外星人破坏道德阴谋的一部分。
维基百科创始人之一吉米·威爾斯在一次接受網路媒體Vice時談到，中國大陸缺乏網絡自由，如天安門事件、法輪功、異教團體，都無法在中國的互聯網上公開討論。

### 遭受跨國鎮壓、暴力和威脅
美國自由之家2017年《中國宗教自由》報告分析，法輪功信仰者在應對共產黨迫害的過程中表現出了堅韌、非暴力和創造性，使用多種非暴力策略應對中国共产党殘酷鎮壓。 「注重與警察和公眾分享法輪功資訊、違反法輪功修煉者人權的事件資訊以及其它反駁政府宣傳的內容。」「中國有越來越多的非法輪功修煉者也加入了這些努力，如人權律師、家庭成員和鄰居等。」

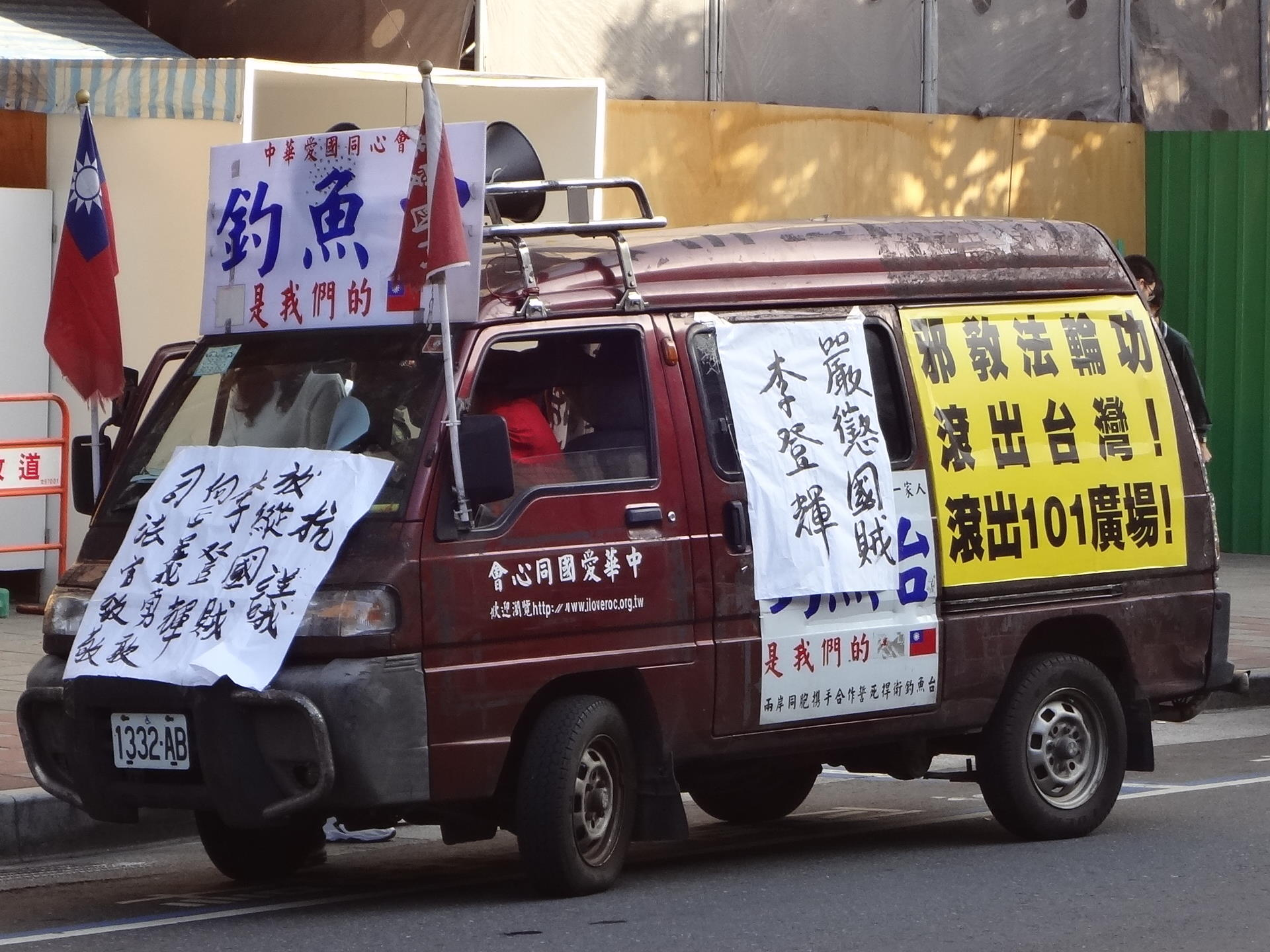
愛國同心會贴着反法轮功标语的车

在中國共產黨當局之外，對法輪功的暴力襲擊也時有所聞，比如臺灣的反法輪功組織中華愛國同心會曾多次對法輪功團體實行暴力行爲或語言攻擊，台媒稱同心會以暴力威懾言論表達，製造恐懼氛圍，甚而分化台灣社會。台灣兩大黨立委修改「組織犯罪條例」以因應同心會及統促黨。
愛國同心會成員周慶峻、張秀葉等5人，因涉嫌自2010年4月起多次指稱法輪功是邪教，遭台灣法輪大法學會理事長張清溪提告加重誹謗。檢察官起訴後，一審法官認為，同心會言論是對法輪功的資金來源質疑，屬可受公評範圍，雖言語偏激使張清溪與學員感名譽受損，也不致使人產生張清溪是領導邪教的聯想。2022年7月5日，臺北地檢署起訴並通緝的愛國同心會秘書長張秀葉等人，涉犯《國家安全法》與《反滲透法》，指控收取中共國台辦、省市台辦資金或中國商業利益後，在台發展組織並接受中共指示，每兩周一次開共產黨黨課，配合在台推動兩岸統一、執行攻擊法輪功成員、對抗民主化運動、介入選舉。在香港，與北京政府和親建制派關係較近的香港青年關愛協會被指多次對法輪功團體使用暴力或進行威脅。
路透社2014年報導指出，法輪功學員原仍可在街頭自由抗議共產黨政府迫害，但近一年多來卻常遭遇香港青年關愛協會鬧場、打人，這類親北京團體是共產黨政府加強箝制香港的一環。同時，香港青年關愛協會的反法輪功標語曾被法輪功學員破壞，有關法輪功學員亦因此被判罪，不過香港法院宣判表示，考慮到青關會橫額內容對她的信念有不敬，以致對該名法輪功學員造成刺激才剪破2橫幅，因此判罰款，青關會不滿判決。。此后，于同年还发生两起悬挂反法论功横幅被破坏的案件。
中国作家协会前副主席劉賓雁稱，法輪功行為平和、理性、建设性，在文革式迫害中表现了史无前例的勇气，成为「中国共产党獨裁50年来第一个无法征服的社会组织」《北京之春》主编胡平稱，法轮功对非暴力的坚定执著，为中国與全世界，树立了一个非暴力抗争的典范。。六四領袖王丹表示，法輪功的被鎮壓及其反抗的過程，成了對當代社會中國公民，進行非暴力抗爭運動的思想啟蒙過程。中国共产党無所不用其極的刑訊被廣泛揭露，在中国共产党官員群體中也引起對法輪功普遍的同情。
2008年5月17日，法轮功在美國紐約的華埠法拉盛游行时，“受到暴力攻击”，其中有暴力袭击者遭到美國警方當被場逮捕並隨後起訴，是為「法拉盛事件」。2008年9月14日《纽约邮报》报导，美国国务院考虑驱逐中国驻纽约总领事彭克玉，彭克玉“承认”秘密会见暴力袭击者，在法拉盛激起对法轮功学员的暴力袭击。纽约时报分别在2011年纽时博客以“发生在法拉盛中国人心灵和精神之战”为题和“在2016年以皇后街上的战火漫延到法庭”为题两次报导。报导指出纽约街头每天在上演的支持与反法轮功两个团体的中国人心灵精神领域的激烈交锋，是法轮功与中国共產黨政府之间紧张关系的一个缩影。接受采访的反法同盟会长李华红称其成立的华人反邪教世界同盟，规模跟纽约数千法轮功学员无法相比，但也已经约有超过一百名成员，稱法輪功損害了華人在海外的形象。这场交锋始于2008年的四川地震，反法人士指控法轮功学员为防止救灾善款落到中国政府官员手中从而阻碍纽约人捐款。法轮功学员否認阻礙捐款，並指控反法人员暴力攻击法轮功学员，并指控该反法同盟受中国共产党指挥。反法同盟会长李华红曾因袭击法轮功学员王文怡被警方逮捕，并被控以四度盗窃罪。李华红後來受到法庭禁令约束，禁止她接近王文怡。美國外交政策協會專欄作家伊迪斯，稱此聯盟為中国共产党前沿組織，主要成員與中国共产党黨關係密切，在美國從事各種有利共黨的活動，曾因攻擊法輪功學員被法院定罪。法輪功學員控告主要成員涉及騷擾、人身攻擊、死亡威脅。

### 創始人出生日期
1994年9月，李洪志向中國政府申請變更出生日期為5月13日。但中國政府称李生于1952年7月7日，有時則說是7月27日:80，指李為與釋迦牟尼農曆生日相同，自行改為5月13日（即農曆四月初八）。在《時代杂志》對李洪志進行的专访中，李洪志稱1952年7月7日係文革混乱中政府弄錯，自己曾向政府申请改回生日1951年5月13日，并表示从来没称自己是釋迦牟尼。在李洪志对其弟子的讲话中多次明确说过自己不是释迦牟尼。

### 修炼與治病關係
中华人民共和国政府及官方媒體称有人以炼法轮功代替吃药医疗而死亡:251–252; 283–287。紐約時報引述澳媒報導，有指控法輪功不鼓励使用现代医学，但均被法轮功否认。反法轮功活动人士塞缪尔·罗指出，法輪功阻碍病人就医。謝克特指出，李洪志否認他教導學員拒絕看病吃藥，李說「我所做的是告訴人們修煉和吃藥之間的關係。」一名法輪功學員說「看了所有法輪功的書籍，從來沒發現李說不能吃藥」；丹尼并指中國的官方電視台起初「讚揚法輪功減輕國家的昂貴醫療負擔，有助個人健康及社會生機」:101。法輪功的教導，並不禁止或勸阻服藥，也指出醫院和藥物有效，人們如果感覺不舒服就該去醫院，看病、吃藥是每個人的選擇，有提及業力及與疾病的連結問題，類似於佛教對疾病的看法。

### 媒體相關議題

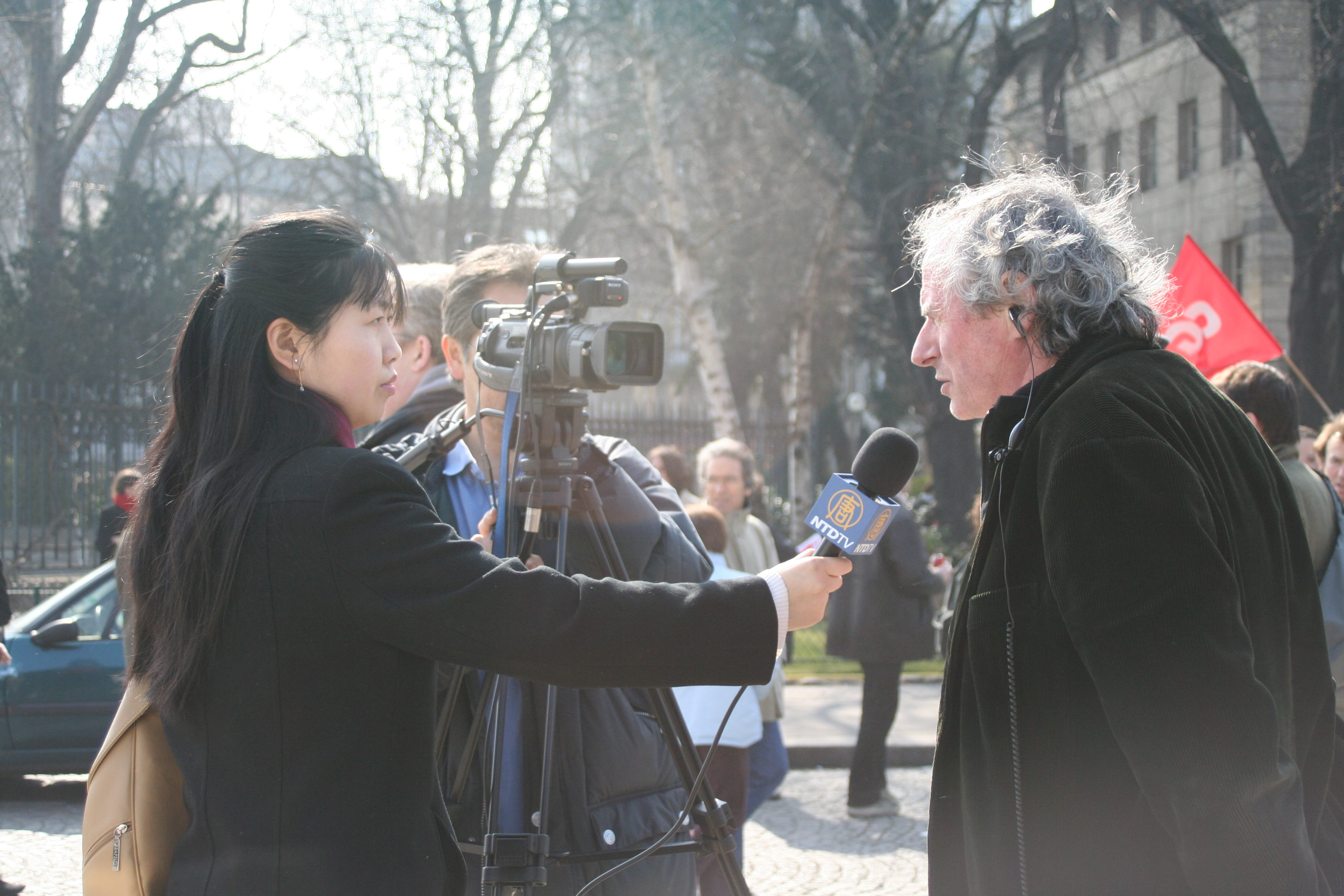
新唐人電視台記者正在採訪

法輪功學員還創辦大纪元传媒集团，该集团以其子公司新唐人电视台和大纪元时报而闻名；美國胡佛研究所、無國界記者組織的報告稱，美國真正獨立的中文媒體空間，只剩下法輪功學員辦的大紀元等幾家媒體，獨立於中國共產黨政府控制之外。儘管《大紀元時報》堅稱它不是法輪功擁有或經營的，是一個完全獨立的非營利組織，但有《大紀元》澳洲分部的前人員指其實質是法輪功的代表媒體。
英國《衛報》報導，媒體監督機構“媒体对美国很重要”指《大紀元》在2016年之前的報導並無不妥，但在之後開始散播陰謀論。2019年，大紀元在社交平台Facebook遭到平台禁止投放廣告，原因是其違反了政治廣告透明度的規定。而在2020年以及拜登政府執政初期，大紀元和新唐人電視台宣揚與QAnon運動相關以及美国总统乔·拜登之子杭特·拜登「損害國際關係」的陰謀論；同時也指出大紀元可能在疫情開始後，嘗試放大由美國共和黨提出對美國民主黨與中國共產黨之間「存在聯繫」的努力。2024年，美國科羅拉多州丹佛出現了大量宣傳《大紀元》的告示牌，其中宣稱《大紀元》為「第一可信的新聞媒體」，還附上一張該報調查記者（喬舒亞·菲利普）的相片；但是該調查記者的報導被發現全數加上了免責聲明。全国广播公司指，大紀元將新冠疫情歸咎於中國、稱該病毒為「中國共產黨病毒」，而中方對病毒的處理記錄、隱瞞資訊、打擊舉報人和專制措施，為大紀元的說法增加了可信度；另外又說大紀元已經成為冠狀病毒病陰謀論的主要傳播來源。
《紐約時報》等部分美國媒體稱大紀元時報為右翼報紙，也有機構評定「傾向輕微右派但可能接近中間」；也有媒體稱是极右翼。政治週刊《新共和》指大紀元時報被美國總統特朗普形容為「最可靠」的媒體，而且其報導在受到特朗普的追隨者和歐洲極右派的追捧和信任；並稱德文版在德國取得成功，反極端主義組織戰略對話研究所報告指德文版大紀元發佈虛假消息、煽動對移民的仇恨；德文大紀元主管則反駁說「員工嚴格按照多元化社會中公認的高品質媒體新聞標準工作」。NBC新聞報導指，大紀元在美国因宣传阴谋论（如QAnon和反疫苗错误信息）以及为時任美国总统特朗普制作广告而受到极大关注；《華爾街日報》刊登大紀元回應〈NBC新聞誹謗競爭者〉，指責NBC以「謊言和虛假陳述，發動系列不負責和誤導人的攻擊，正被中共用來為其對法輪功的迫害開脫」。事實查核平台Snopes表示《大紀元》創建了許多Facebook群組或頁面以投放政治廣告，並且多次散播虛假消息。美國資本研究中心則說「有左派媒體在無根據的情況下聲稱大紀元報導陰謀論」；稱大紀元投放廣告的目的「不是為了宣傳川普總統或陰謀論」，而是「為了吸引訂戶」，又稱「這是包括NBC、《紐約時報》等左派媒體經常在做的」；紐時、NBC都使用「反川普的負面報導」投放廣告吸引訂戶。

澳洲廣播公司在2020年7月21日發表調查報導，通過採訪了多個家庭，指出法輪功的醫學教義可能導致過早死亡；報導採訪已放棄修煉法輪功及不修煉者，有家人抵制使用藥物或者醫院治療，有人對同性戀和酒精感到不舒服。澳洲法輪大法協會接受採訪時則表示「法輪功對同性戀不持歧視態度」，對於拒絕使用藥物，該協會則認為這是修煉者的「個人選擇」。該報道一經推出，隨即引起法輪功學員的批評。澳大利亚天空新闻題為「ABC使用澳洲納稅人金錢製造可能被用來迫害人群的內容」的訪問中，澳洲自由民主黨議員戴維·林布里克說ABC該報道「誹謗法輪功、迫害人民」，法輪功學員則強調該報道「忽視了那些經歷過中共迫害的法輪功學員」。澳洲法輪大法協會聲明，稱ABC「發布誤導性報導」、「與中共1999年誣陷煽動仇恨法輪功的宣傳方式幾乎相同」。但同時有觀點認為，部分批評該報道的文章均忽視了澳洲廣播公司在其節目《Background Briefing》提供的事實基礎，也正在嘗試將澳洲廣播公司貼上「暴政」的標籤，只側重法輪功被迫害的事實—而否認其陰暗面。澳洲《每日電訊報》刊登該報國家事務編輯的文章，聲稱ABC的報導「贏得中共的大加讚賞」，認為ABC兩名記者「帶有險惡意圖完成大手筆製作」，與中共當局「針對法輪功的宣傳步調一致」，正引起「廣泛的批評」，並採訪引述澳洲法輪大法學會趙博士指「中共政府正在利用ABC節目進一步壓制中國的法輪功團體」。
AllSides媒體偏見評估，2020年評定「英文版大紀元傾向於右，但可能更接近於中立，大部分大紀元的報導是中立的，由於選擇的報導主題，因此評定有輕微的偏右派」。2022年5月評估中指出，左派、中間派或右派政見的人士均認為英語版《大紀元》立場偏向右翼；英語版《大紀元》不存在明顯的偏見或歪曲事實的情況，但存在對右翼保守派的選擇性報道，對自由派和左派的報導較為負面。。在2020年美國總統選舉期間《大紀元》加強了對共和黨候選人特朗普的正面報道，同時也宣稱民主黨候選人拜登與共產黨「有聯繫」。同時也有事實查核平台批評《大紀元》多次散播反疫苗的假消息。2024年6月，《大纪元时报》首席财务官关伟东被指控涉嫌参与洗钱计划而被捕，先獲保釋。大紀元聲明回應，大紀元創辦宗旨是對抗中共對無辜民眾的迫害，指導原則是正直誠信高於一切，將全力配合美國當局對關偉東指控的調查，在事件還無結果前，已將關偉東停職。

## 影響

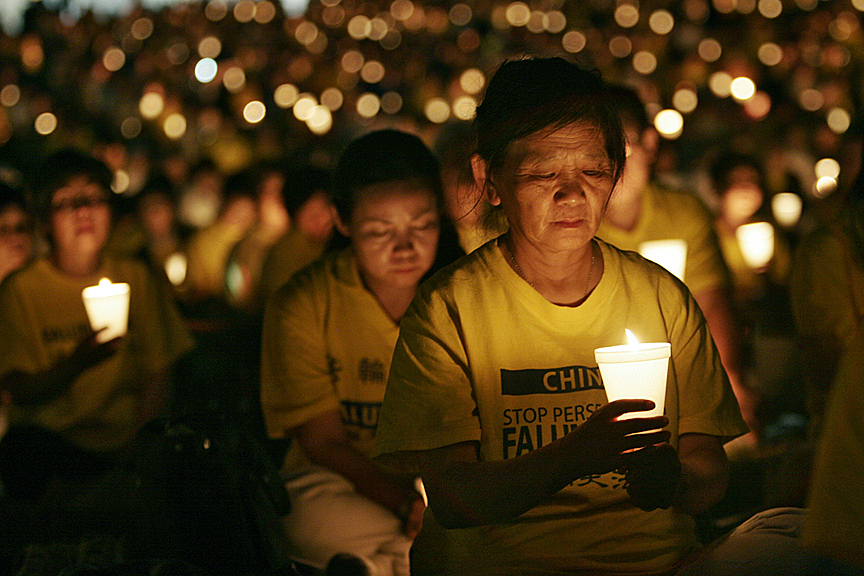
臺灣的一場燭光晚會，主辦方指這是「为那些在中国被折磨和杀害的法轮功学员举行烛光守夜活动」

1995年，法轮功创始人李洪志在海外传授功法，最初是应中国驻法国大使邀请在巴黎的中国大使馆以及在瑞典开设一系列法轮功培训班。在纽约中国领事馆，法轮功同中国丝绸工艺、烹调一样被视为是“中国文化向西方传播”的一部分。纽约领事馆当时也在麻省理工和哥伦比亚大学建立法轮功俱乐部，这些俱乐部至今还在活动。1996年8月和10月，李洪志分别在澳洲和在北美讲法。
法輪功在国际上的情況，很大程度上跟1990年代中期以前的中國留學生的遷移相關。法輪功的協會和社團，伴隨著集中在大學校園裡的各種活動，開始出現在歐洲、北美、澳大利亞:38-39。法輪功書籍的翻譯，始於1990年代末。由於這一功法在中國以外增長擴散，李洪志也在美國等西方世界獲得認可。。

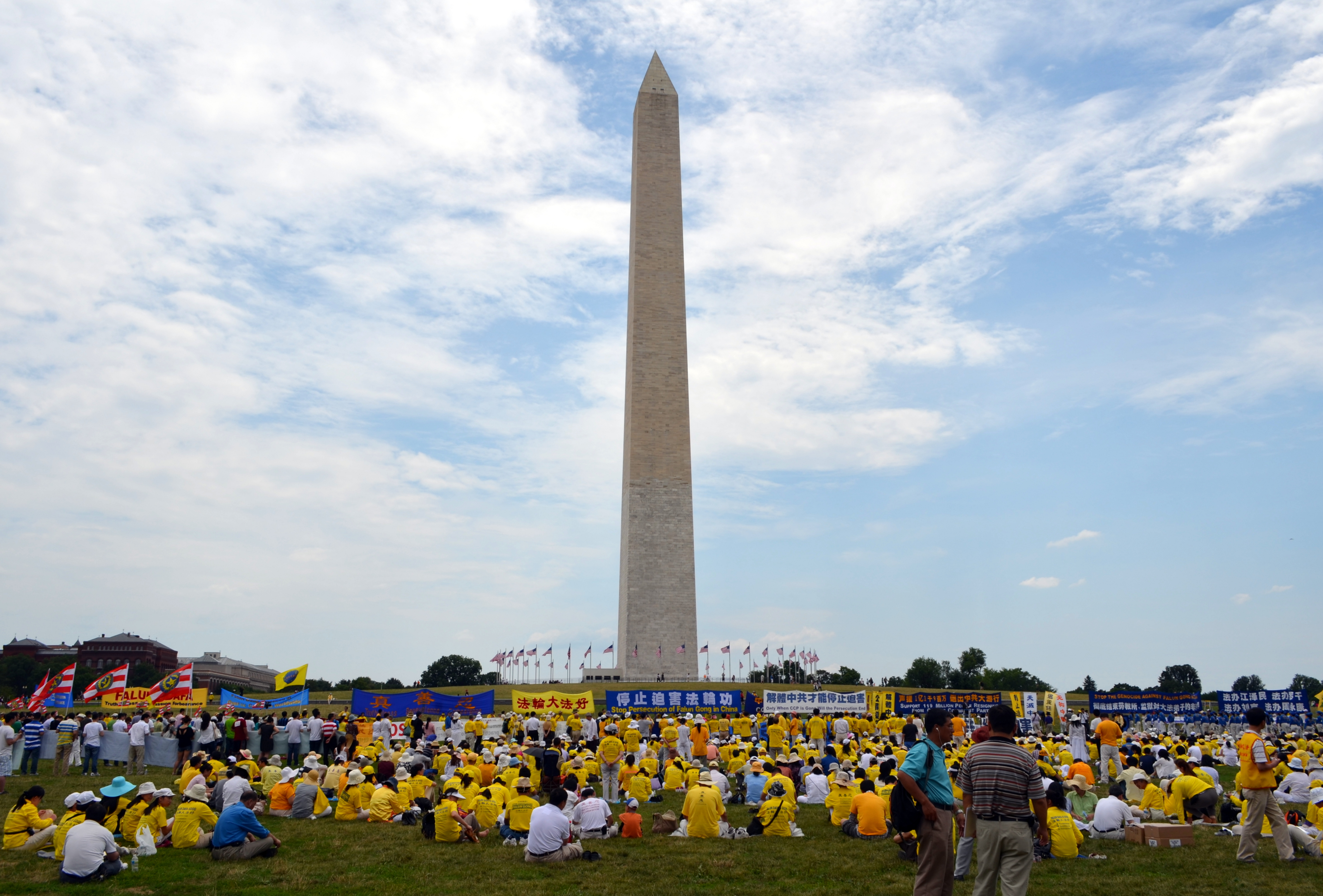
在华盛顿纪念碑前举行活动的法轮功学员

儘管法輪功在1990年代開始吸引海外許多人，但在中國大陸以外仍相對不被人廣為認識。直到1999年春天，當法輪功與中國共產黨政府的緊張關係成為國際媒體報道的主要對象。隨著越來越多的關注，法輪功在中國以外獲得了龐大的追隨者。在中国共产党對法輪功的鎮壓後，法輪功及修煉者在海外的存在，對於法輪功存續、抵抗中国共产党迫害而言至關重要。海外的法輪功學員回應中国共产党迫害的方式主要包括透過抗議、遊行、創辦新聞媒體及藝術團體，研發反網路審查的翻牆軟件，將訊息送往中國社會。
印尼約有逾7千名法輪功學員，2003年印尼政府拒绝當地法轮功學員注册申請成立合法组织，學員提起上訴，但上訴法院2011年以「內政部發佈的指令不在其管辖范围」拒绝受理。印尼大学国际关系专家班塔尔托·班多罗认为，由於考慮與中國的經濟關係，法輪功對印尼政府是個棘手問題；印尼接纳在中国大陆遭迫害的法轮功修炼者与承认法轮功在印尼是合法組織是两回事。泰國法輪功學員2005申請註冊「法輪大法學會」遭政府拒絕，2015年泰國最高法院以信仰自由等理由，推翻內政部的決定，裁定法輪功可在泰國註冊成立合法組織。部分美國的移民律師會讓客戶假扮成法輪功修煉者，並讓他們聲稱自己受到了北京方面的迫害，以獲得政治避難資格，進而換取美國綠卡。2018年美國政府對包括以練法輪功被打壓等爲由申請政治避難的移民者進行審查，主要對象為華人。

## 延伸阅读

### 論文
- Chan, Cheris Shun-ching (2004). "The Falun Gong in China: A Sociological Perspective". The China Quarterly, 179 （英文）
- Scott Lowe, Chinese and International Contexts for the Rise of Falun Gong, Nova Religio April 2003, Vol. 6, No. 2（英文）
- Penny, Benjamin, "The Falun Gong, Buddhism and 'Buddhist qigong'", Asian Studies Review (March 2005) Vol 29（英文）
- Ownby, David.(加拿大蒙特婁大學歷史學教授和東亞研究中心主任)"Falungong and Canada's China Policy," International Journal, Spring 2001（英文）
- David Ownby, "The Falun Gong in the New World," European Journal of East Asian Studies, Sep 2003, Vol. 2 Issue 2（英文）
- Ownby、David. 2003. A History for Falun Gong: Popular Religion and the Chinese State Since the Ming Dynasty. Nova Religio 6、no. 2（英文）
- Wong、John. 1999. The Mystery of China's Falun Gong: Its Rise and Its Sociological Implications. Singapore: World Scientific.（英文）
- LO Lung Kwong (盧龍光) YIP Ching Wah Francis (葉菁華). . 香港中文大學崇基學院神學組使命實踐支援計劃. 2001. （原始内容存档于2011-08-15）.（中文）
- 陳英凱. . 中國文化大學: 161頁. 2001. （原始内容存档于2020-06-13）.（中文）
- 張仕賢.  (PDF). 淡江大學: 165頁. 2002年5月. （原始内容存档于2020-06-13）.（中文）
- 蕭功秦，2002，法輪功與中國政府的衝突及其前景展望。新加坡：新加坡國立大學東亞研究所。（中文）
- 陳穎川.  (PDF). 南華大學: 127頁. 2003年6月. （原始内容 (PDF)存档于2011-08-20）.（中文）
- 莊豐吉.  (PDF). 國立政治大學: 101頁. 2006年7月. （原始内容存档于2020-06-13）.（中文）
- 許圳文.  (PDF). 國立清華大學: 179頁. 2007-01-24. （原始内容存档于2020-06-13）.（中文）
- 李建磊.  (PDF). 台北大學: 136頁. 2008-01-31. （原始内容存档于2020-06-13）.（中文）

### 報告
- 聯合國人權理事會: Report of the Special Rapporteur on torture and other cruel,inhuman degrading treatment or punishment
- David Palmer, "「Qigong Fever: Body, Science and Utopia in China", (New York: Cambridge University Press, 2007), isbn=0-231-14066-5
- Tony Saich, Governance and Politics in China, Palgrave Macmillan; 2nd Ed edition (27 February 2004).
- Congressional-Executive Commission on China 2008 annual report Human Rights Watch: what is Falun Gong?
- Thomas Lum, CRS Report for Congress: China and Falun Gong (PDF). Congressional Research Service. 25 May 2006.
- Thomas Lum, Research Report #RL33437, Congressional Research Service, 11 August 2006
- 哈佛大學法學院：中國過濾網際網路的經驗研究

### 書籍
- Benjamin Penny. 4. The Religion of Falun Gong. University of Chicago Press. 1 March 2012: 124 [23 December 2012]. ISBN 978-0-226-65502-4.
- David Ownby, Falun Gong and the Future of China. Oxford University Press US,. 2008: 80 [11 October 2009].ISBN 0-19-532905-8.
- David Palmer, "「Qigong Fever: Body, Science and Utopia in China", (New York: Cambridge University Press, 2007), isbn=0-231-14066-5
- Tony Saich, Governance and Politics in China, Palgrave Macmillan; 2nd Ed edition (27 February 2004).
- "Conclusion" 趙月枝; Dr Nick Couldry/ James Curran. Contesting Media Power: Alternative Media
- Noah Porter, Falun Gong in the United States: An Ethnographic Study"（页面存档备份，存于） , Universal Publisher, 2003
- Adams、Ian、Riley Adams、and Rocco Galati. 2000. Power of the Wheel: The Falun Gong Revolution. New York: Stoddart.
- Schechter、Danny. 2002. Falun Gong's Challenge to China: Spiritual Practice or Evil Cult? New York: Akashic Books.
- 丹尼·謝克特（譯者：李明輝、陳文）. . 博大出版社. 2004-04-07  [2012-04-14]. ISBN 1932674012. （原始内容存档于2020-06-13） （中文（香港））.
- 凌曉輝. . 博大出版社. 2011-12-28  [2012-01-06]. ISBN 9789868520981. （原始内容存档于2015-11-20） （中文（香港））.